# Gotico tedesco

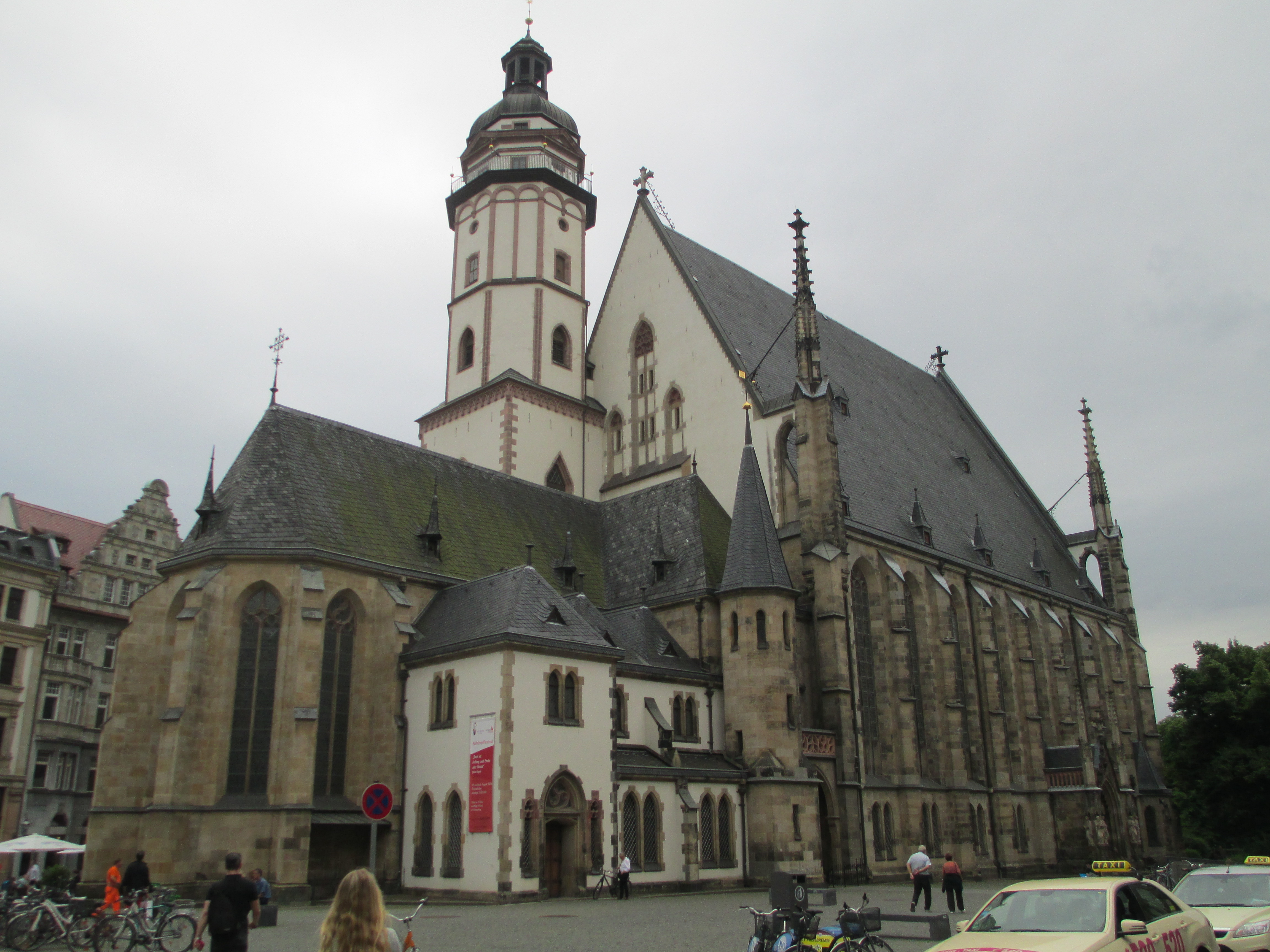
San Tommaso di Lipsia, luogo d'azione di Johann Sebastian Bach

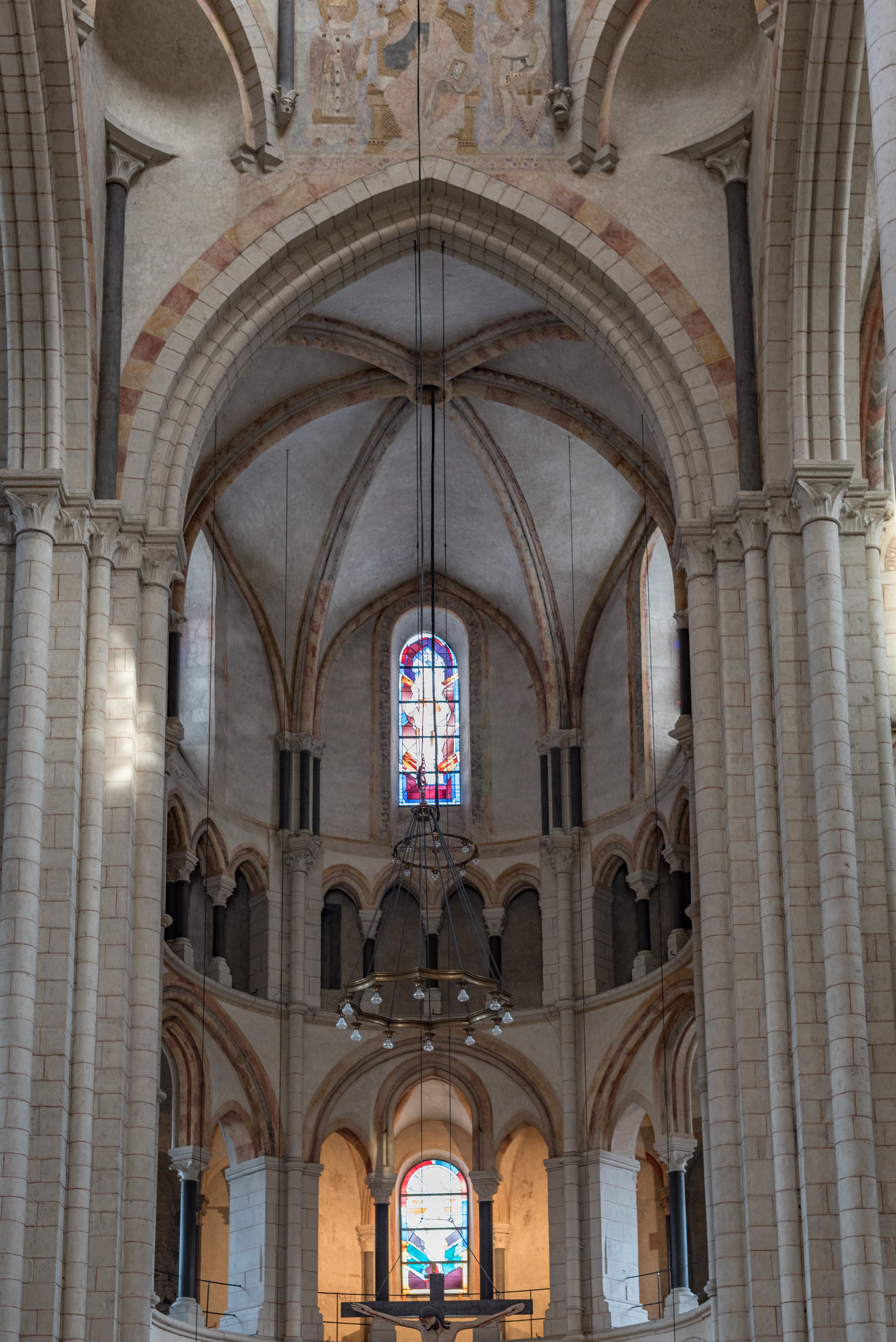
Duomo di Limburgo – gotico "primitivo"

Per gotico tedesco si intende l'arte gotica nell'Europa centrale, nei territori gravitanti intorno al Sacro Romano Impero.

## Storia
Il gotico in questa area nacque per influsso dell'architettura gotica francese, paese d'origine di questo stile, interpretandolo con soluzioni originali. Storicamente la comparsa di questo stile fu più tarda rispetto ad altri paesi (come l'Inghilterra). La prima costruzione gotica in Germania fu una ricostruzione, il Duomo di Limburgo che risale all'XI secolo, fu modernizzato sull'esempio della Cattedrale di Laon fin dal 1180. Il primo progetto nuovo in stile gotico fu il Duomo di Magdeburgo, fin da 1207.

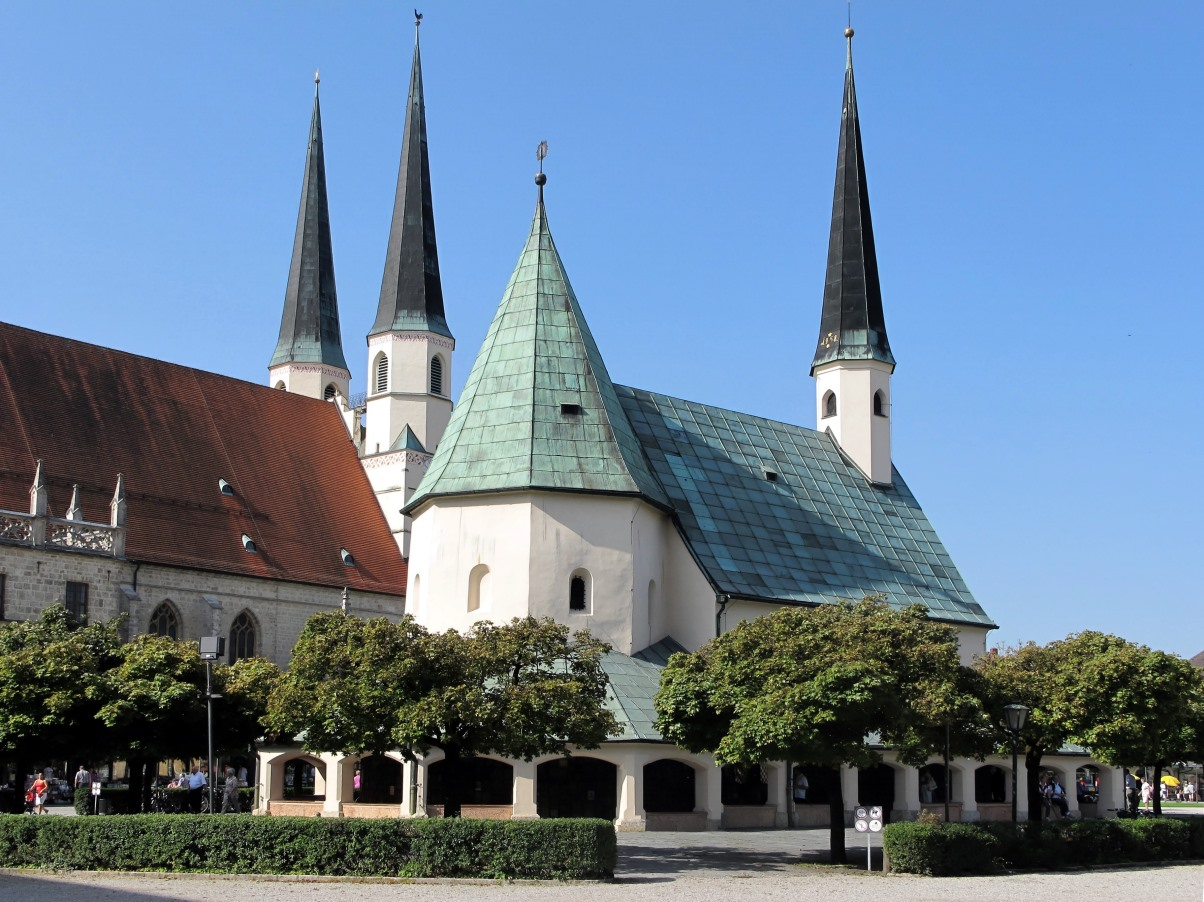
La Cappella delle Grazie (ted.: Gnadenkapelle) è un'antica cappella, meta di pellegrinaggi, sita nella cittadina tedesca di Altötting.

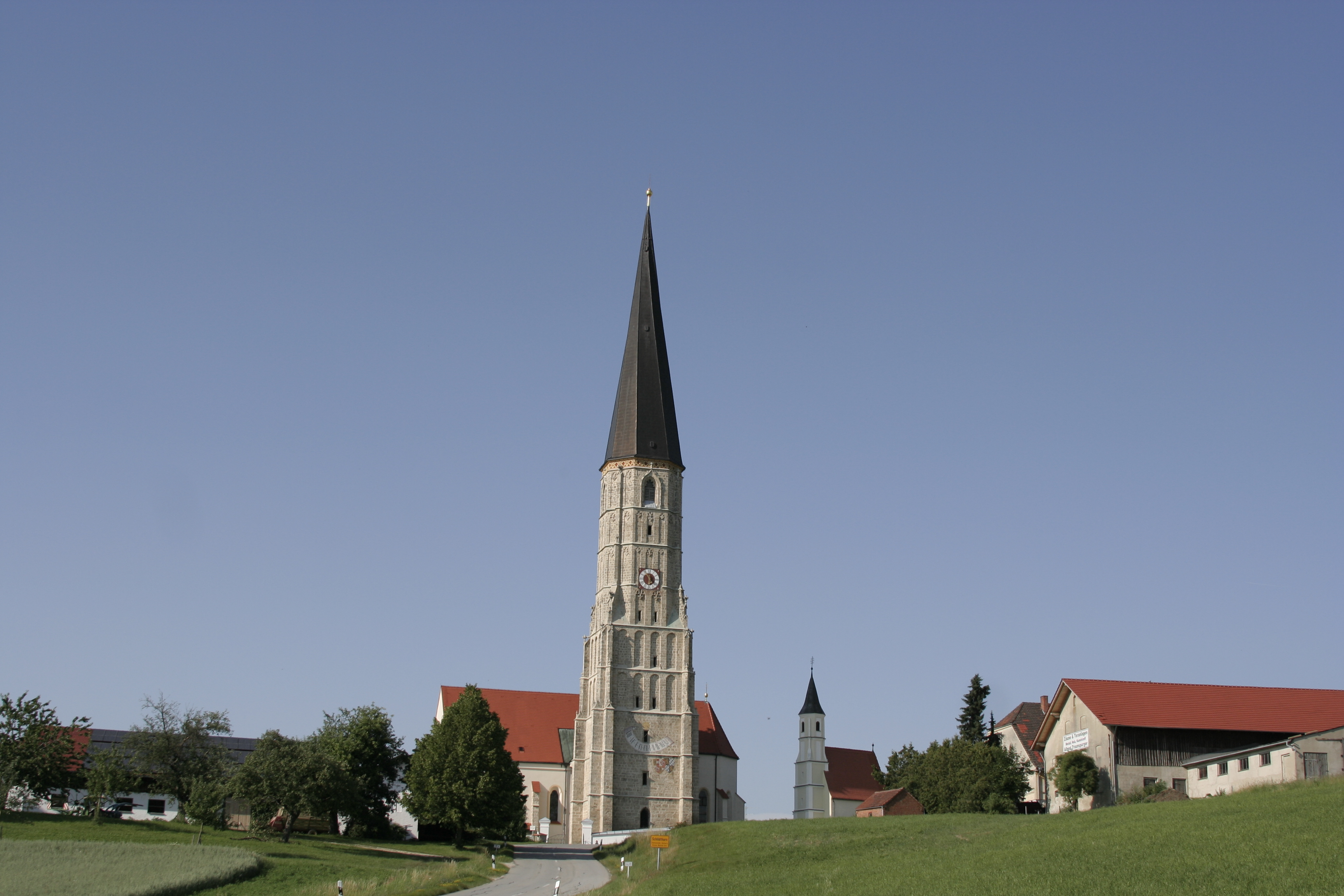
Chiesa di pellegrinaggio di Schildthurn. Esempio di chiesa di un villaggio tedesco.

Il gotico di quest'area può essere detto "tedesco" in senso lato, poiché nel territorio dell'impero vi sono nazionalità diverse dalla germanica, e anche nei territori tedeschi veri e propri vi sono marcate differenziazioni regionali. Si può parlare di gotico baltico per l'area della Germania settentrionale, delle attuali Polonia, Estonia, Lituania, dell'attuale regione russa di Kaliningrad, con influenze verso la Danimarca e i paesi scandinavi. Vi sono poi le aree della Germania centrale e meridionale, la cui arte è in relazione di scambio, oltre che col nord, anche con altri territori come la Boemia, il Tirolo (quindi anche l'attuale Alto Adige italiano), il resto dell'Austria, la Svizzera e regioni dall'appartenenza incerta come l'Alsazia, la Lorena e la Transilvania. Nella fase iniziale del periodo "gotico" ancora non era una delimitazione dei Paesi Bassi. La diocesi di Utrecht era una suffraganea dell'arcidiocesi di Colonia.

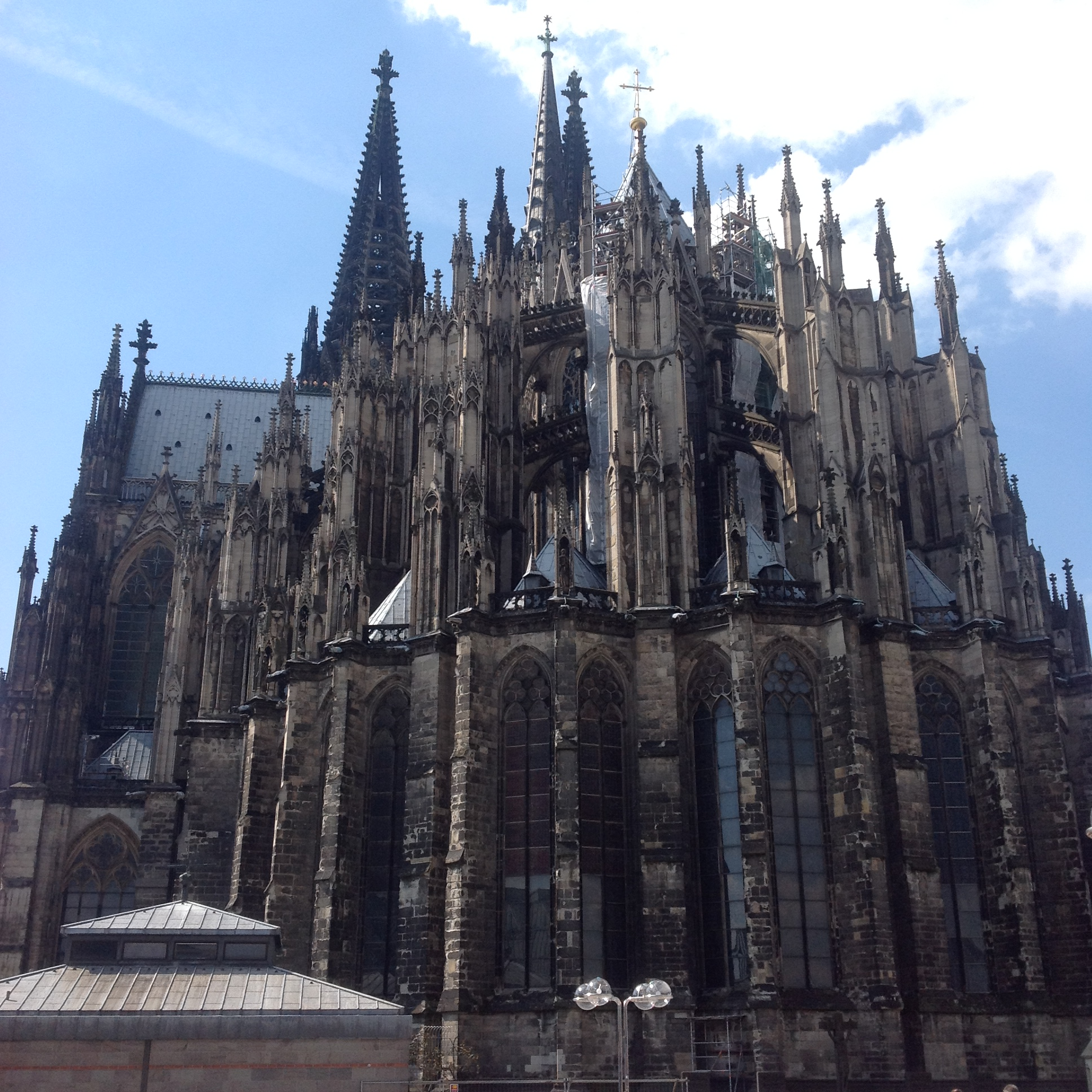
Coro del Duomo di Colonia, inizio nel 1248
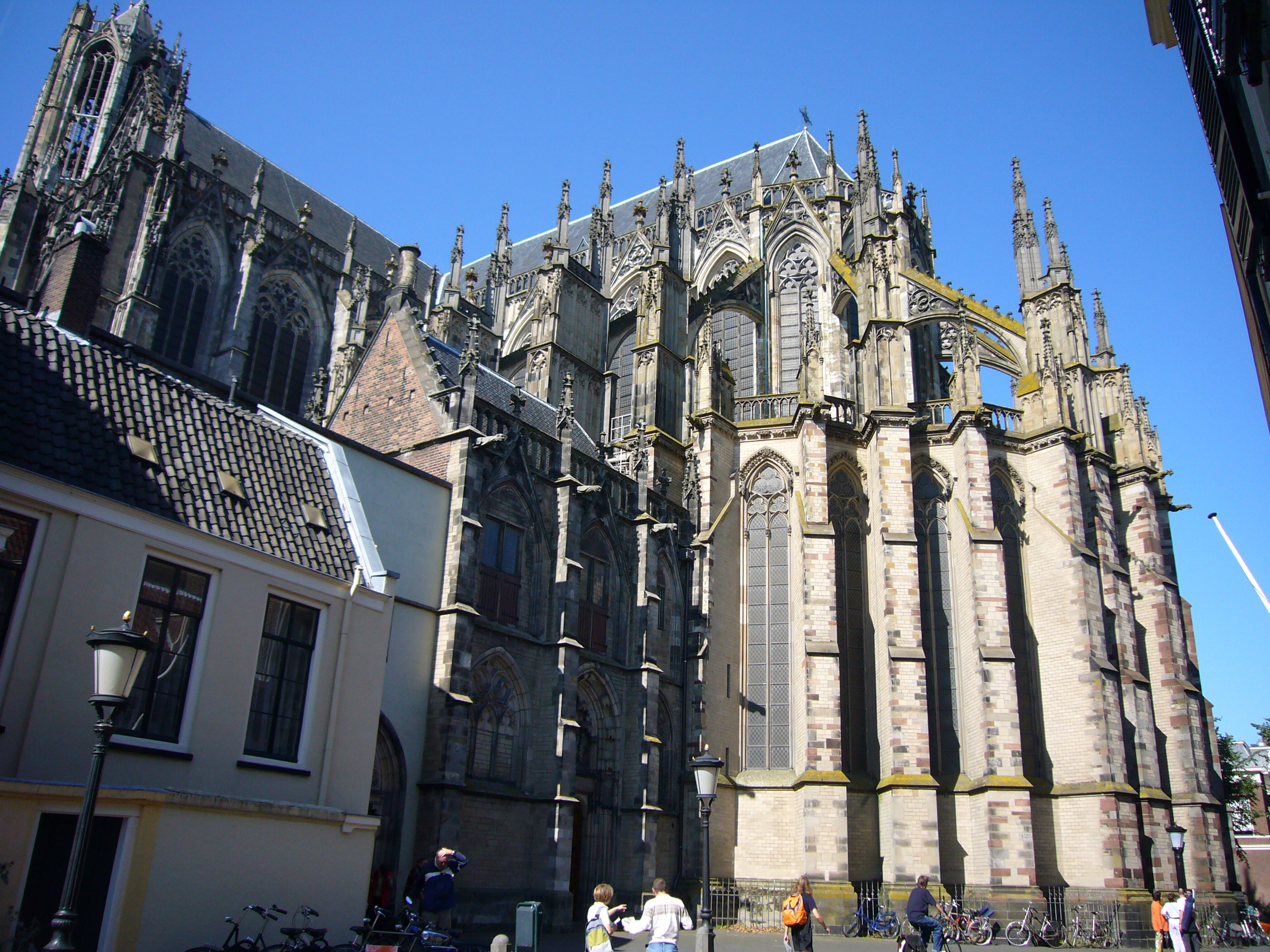
Coro del Duomo di Utrecht, inizio nel 1254
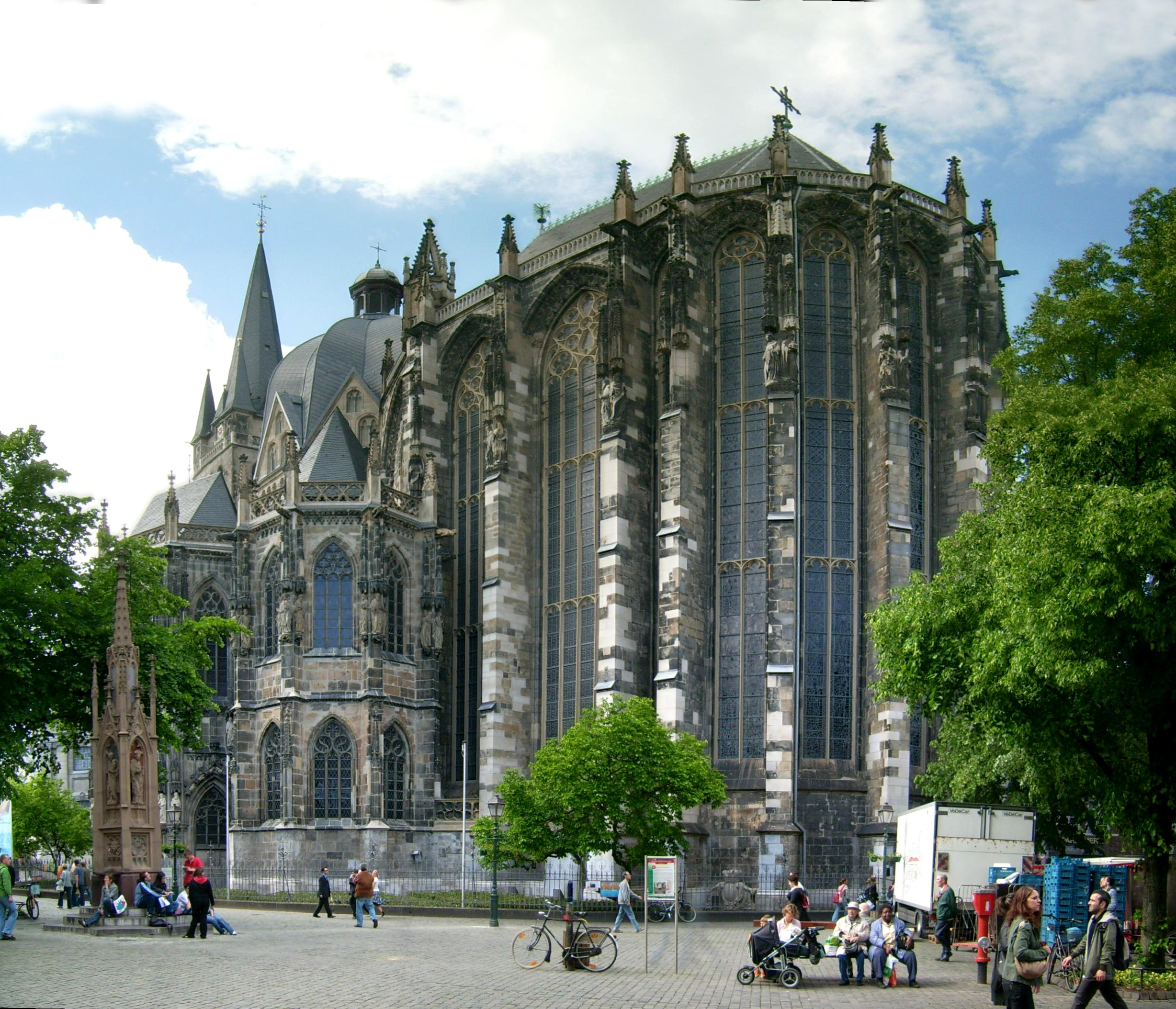
Coro (inizio nel 1355) della Cattedrale di Aquisgrana (Capella carolina del 795)
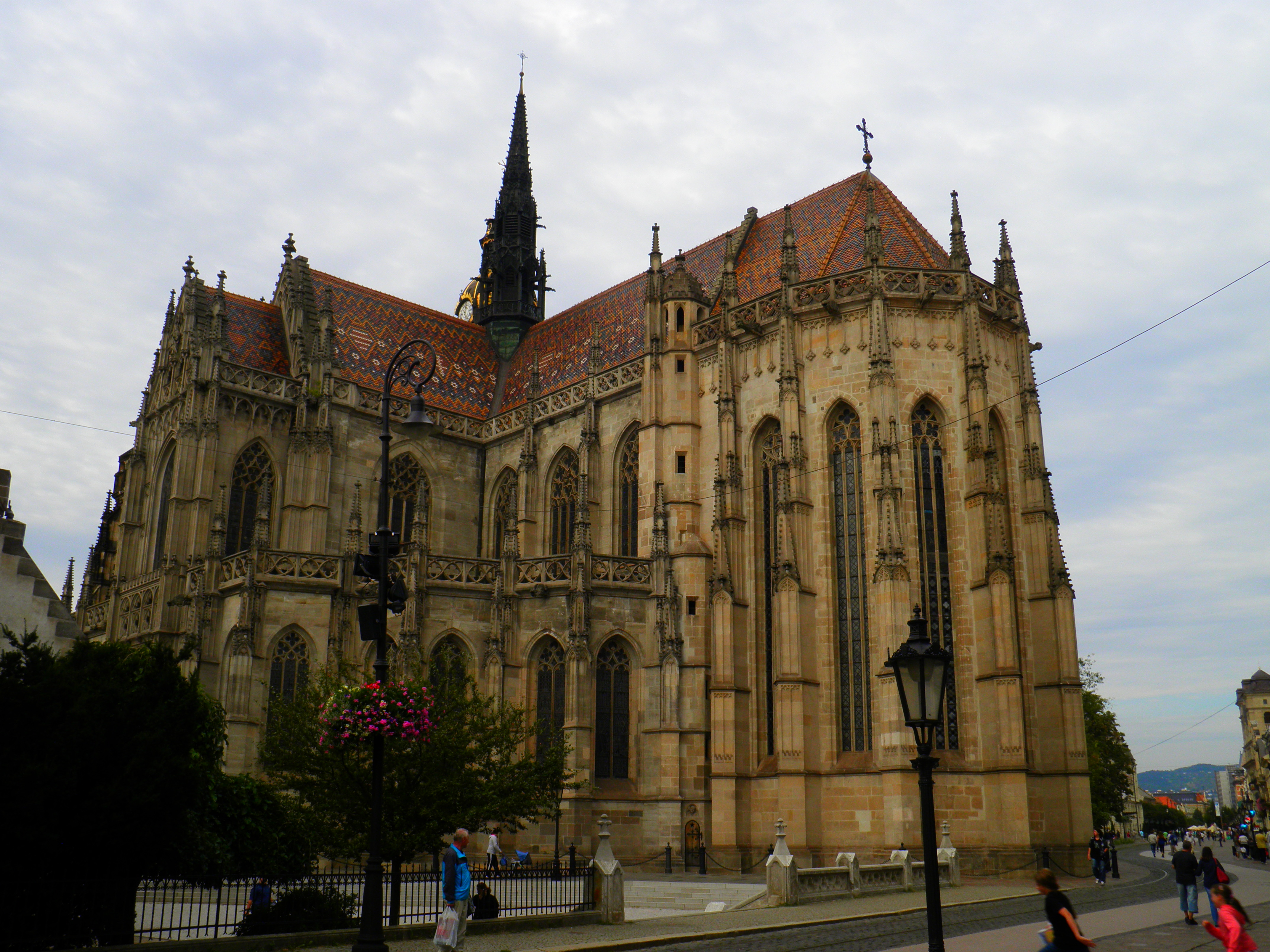
Cattedrale di Košice, Slovacchia, inizio nel 1370

Una caratteristica del gotico tedesco è lo sviluppo di una più ampia varietà di tipologia edilizie (rispetto per esempio all'Inghilterra) non solo nell'ambito dell'architettura religiosa, che rispecchia la diversificazione della committenza, un po' come succedeva anche in Italia, con maestose cattedrali su commissione imperiale, chiese meno ornate per i nuovi ordini religiosi (cistercensi, francescani, domenicani), edifici per l'emergente ceto borghese, come nelle città commerciali del Baltico, dove vengono impiegati anche materiali meno costosi come il laterizio.
Il gotico in Germania ha subito anche un processo di ideologizzazione nel XIX secolo, quando venne interpretato come una sorta di arte "etnica" tedesca, attribuendogli significati estranei agli artisti e architetti medievali che realizzarono le opere d'arte e tralasciando il fatto che la prima spinta di questa forma d'arte non è tedesca ma della Francia del nord.

## Magdeburgo

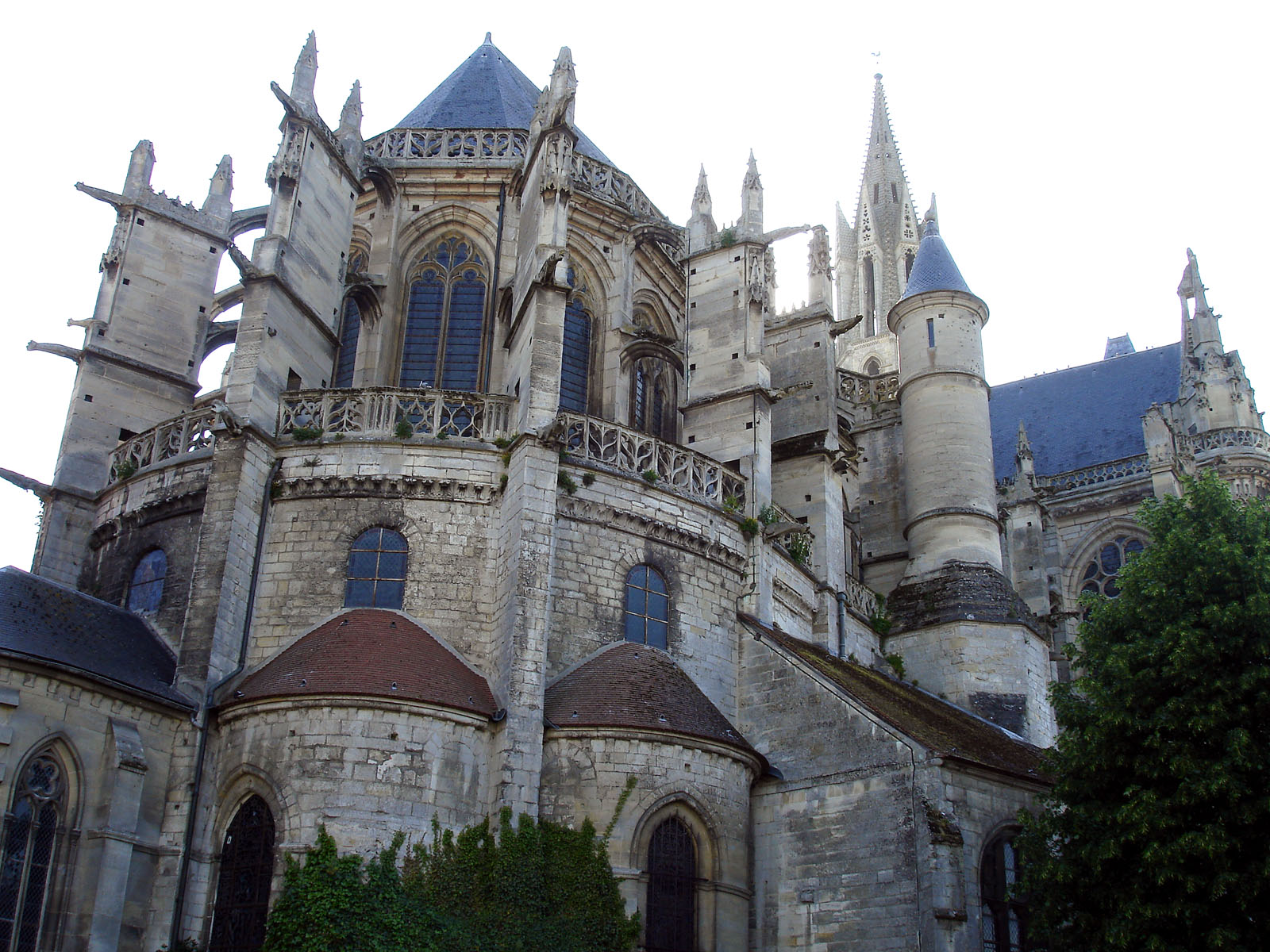
Coro della Cattedrale di Senlis
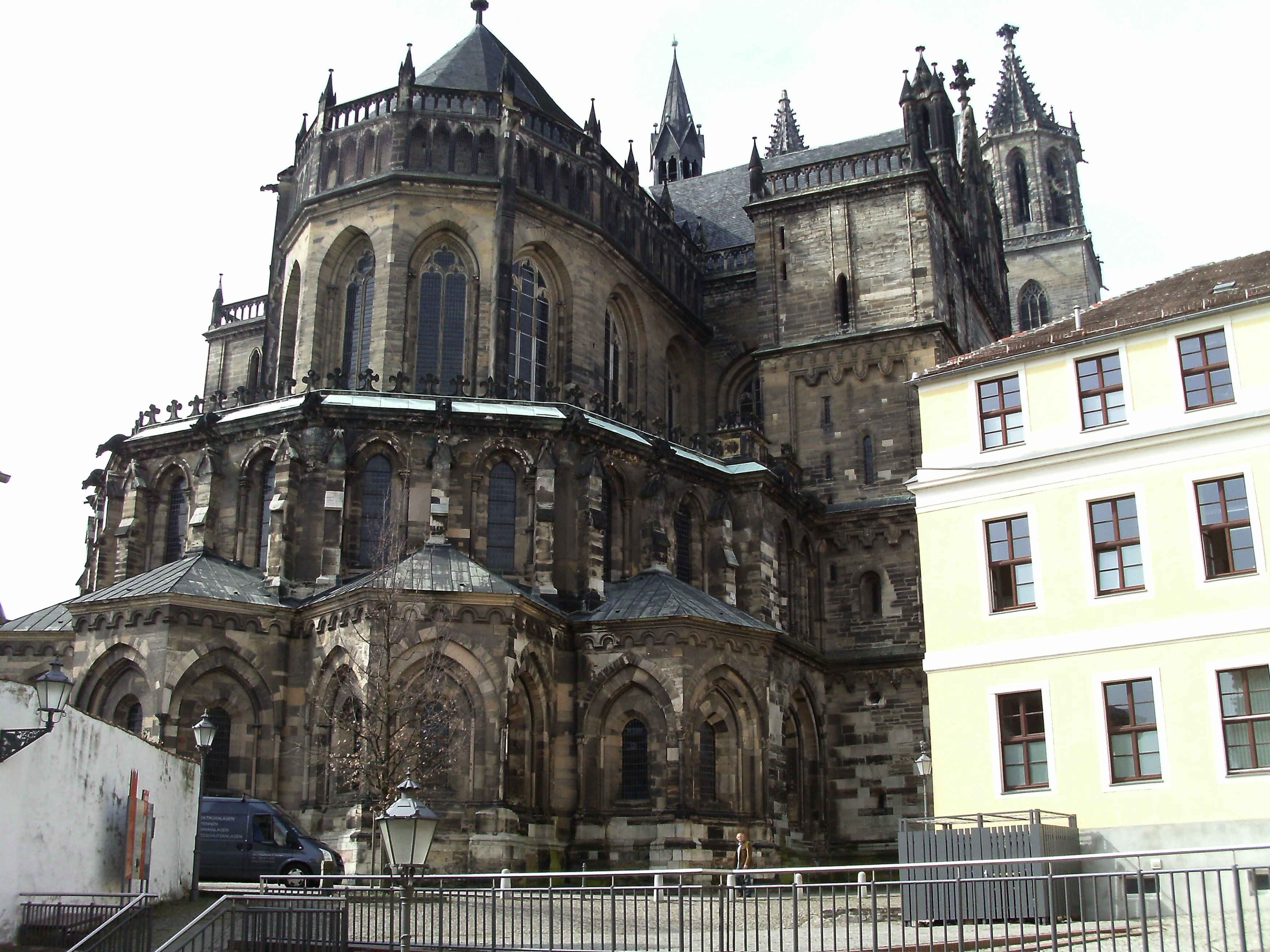
Coro del Duomo di Magdeburgo

La prima cattedrale nella terra dell'impero costruita ispirandosi ai modelli provenienti dalla Francia è il Duomo di Magdeburgo, sede di un'importante arcidiocesi dal 968 con il compito di evangelizzare i pagani dell'Europa orientale e seconda solo alla sede primaziale di Magonza. Il vescovo Alberto II promotore della sostituzione della cattedrale bruciata nel 1207, dedicata al Patronus Regni San Maurizio, aveva studiato in Francia e pertanto desiderava un edificio che rispecchiasse il nuovo stile. La cattedrale, iniziata del 1207 e la cui costruzione si prolungò nel corso del XIII secolo, è una realizzazione del stilo gotico, ma parzialmente indipendente d'esempi francesi.

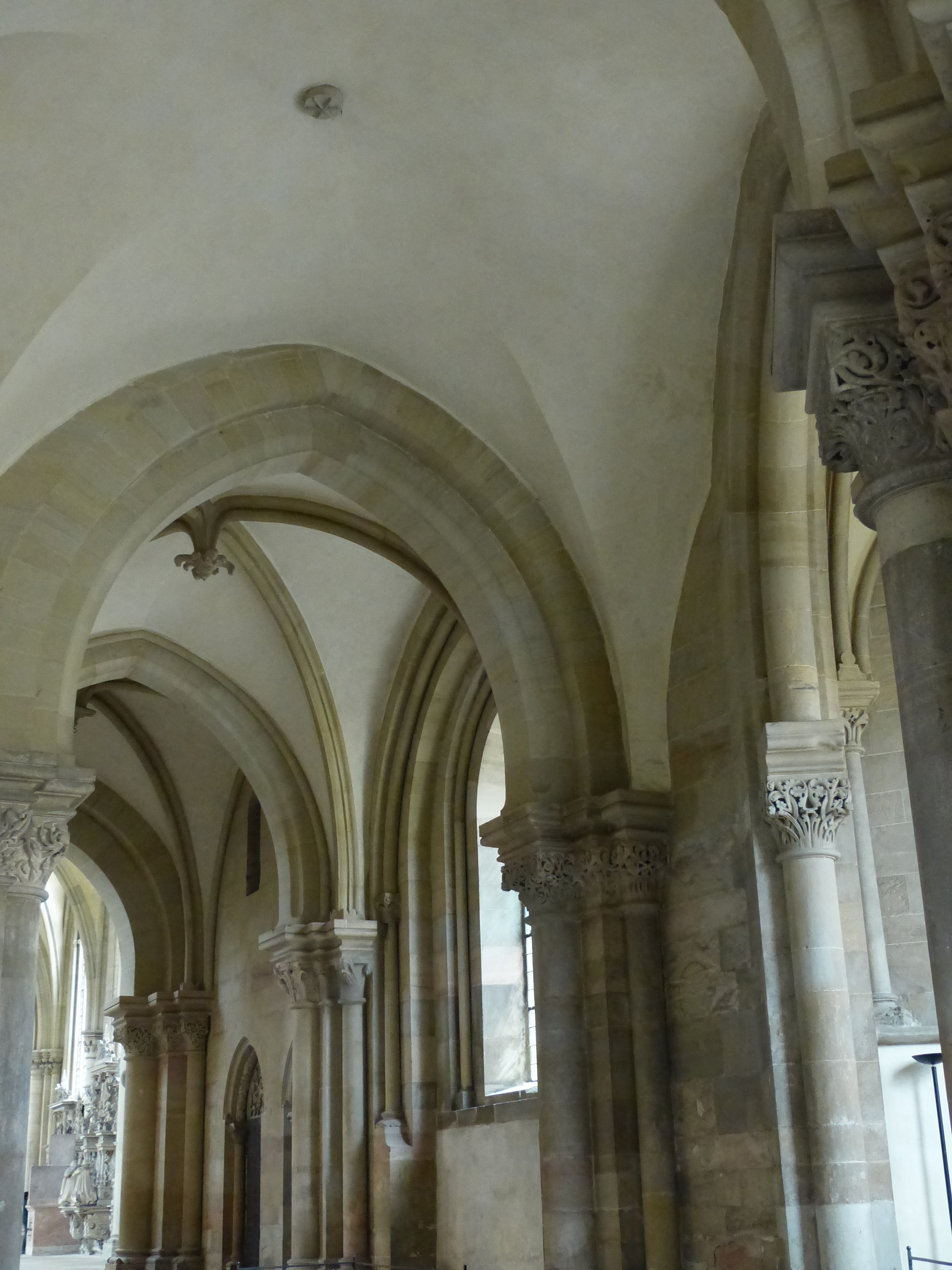
Deambulatorio di Magdeburgo – campate con e senza costoloni
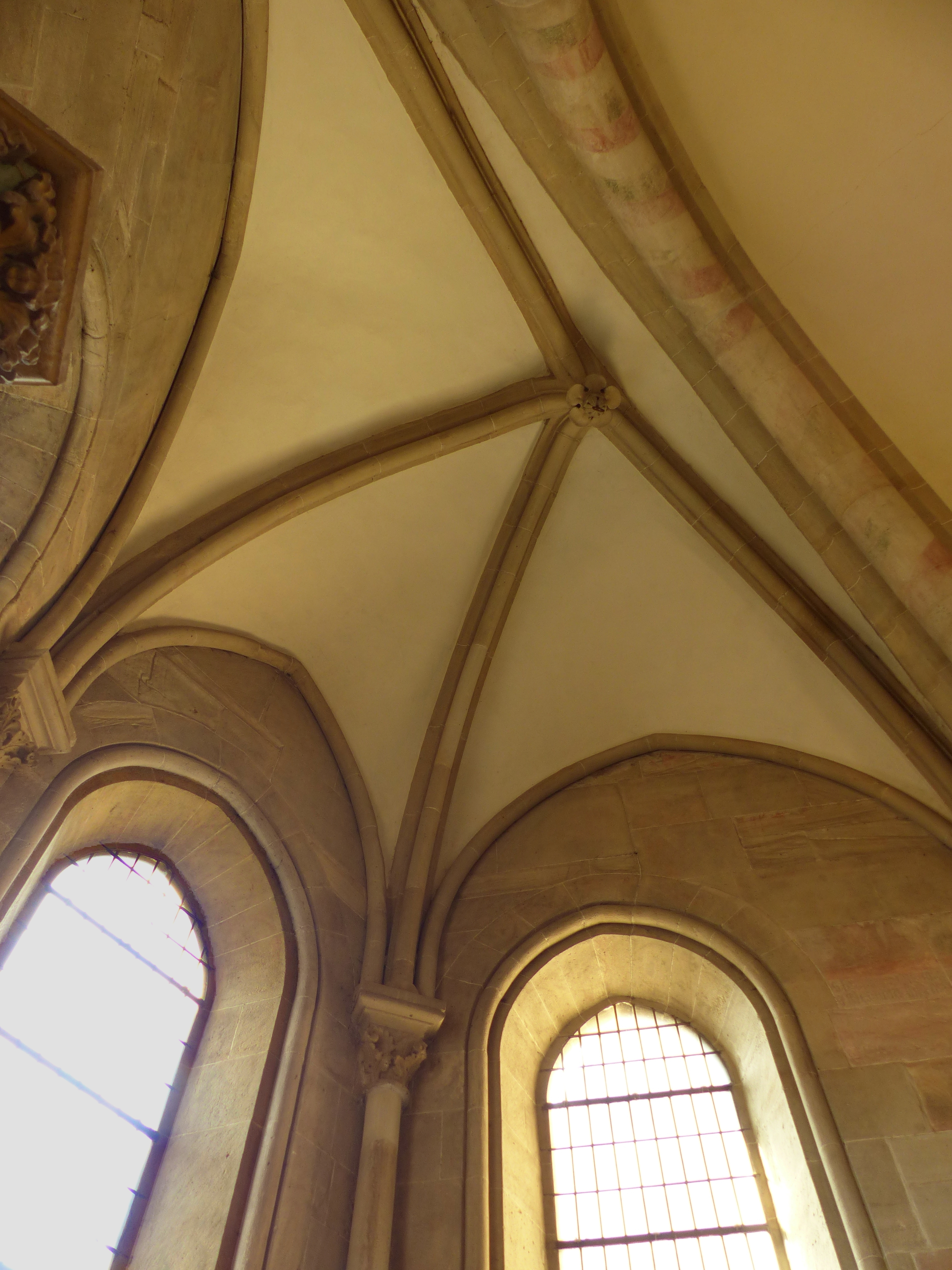
Una capella confinante al deambulatorio – con costoloni
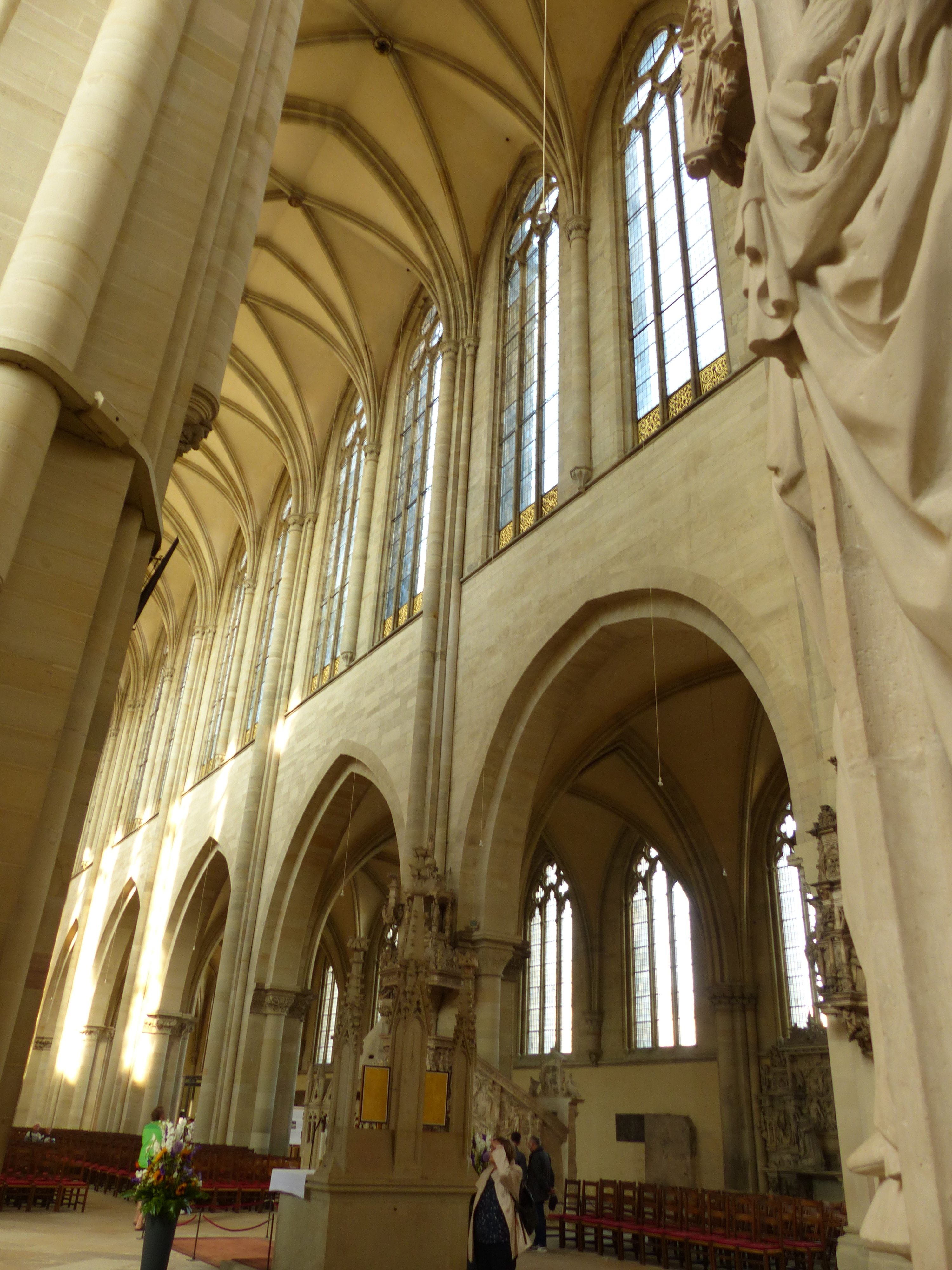
Navate – senza triforio

Il coro è dotato di deambulatorio come nel gotico francese classico. Tutti pilastri già forono preparati per volte a crociera costolonate, ma alcune campate forono completati senza costoloni, sebbene le capelle confinante (e più vecchie) hanno costoloni. L'interno senza trifori e l'esterno privo di archi rampanti mostrano un gusto un poco differente delle realizzazioni francesi. La soluzione senza archi rampanti divenne un esempio per oltre basiliche nel nord-est, come la Cattedrale di Gniezno in Polonia ed il Duomo di Odense in Danimarca. Le prime parti mostrano un "gotico primitivo" (come la Basilica di Saint-Denis e la Cattedrale di Senlis), ma oltre parti mostrano invece forme gotiche mature.

## Treviri

Pianta della Liebfrauenkirche di Treviri

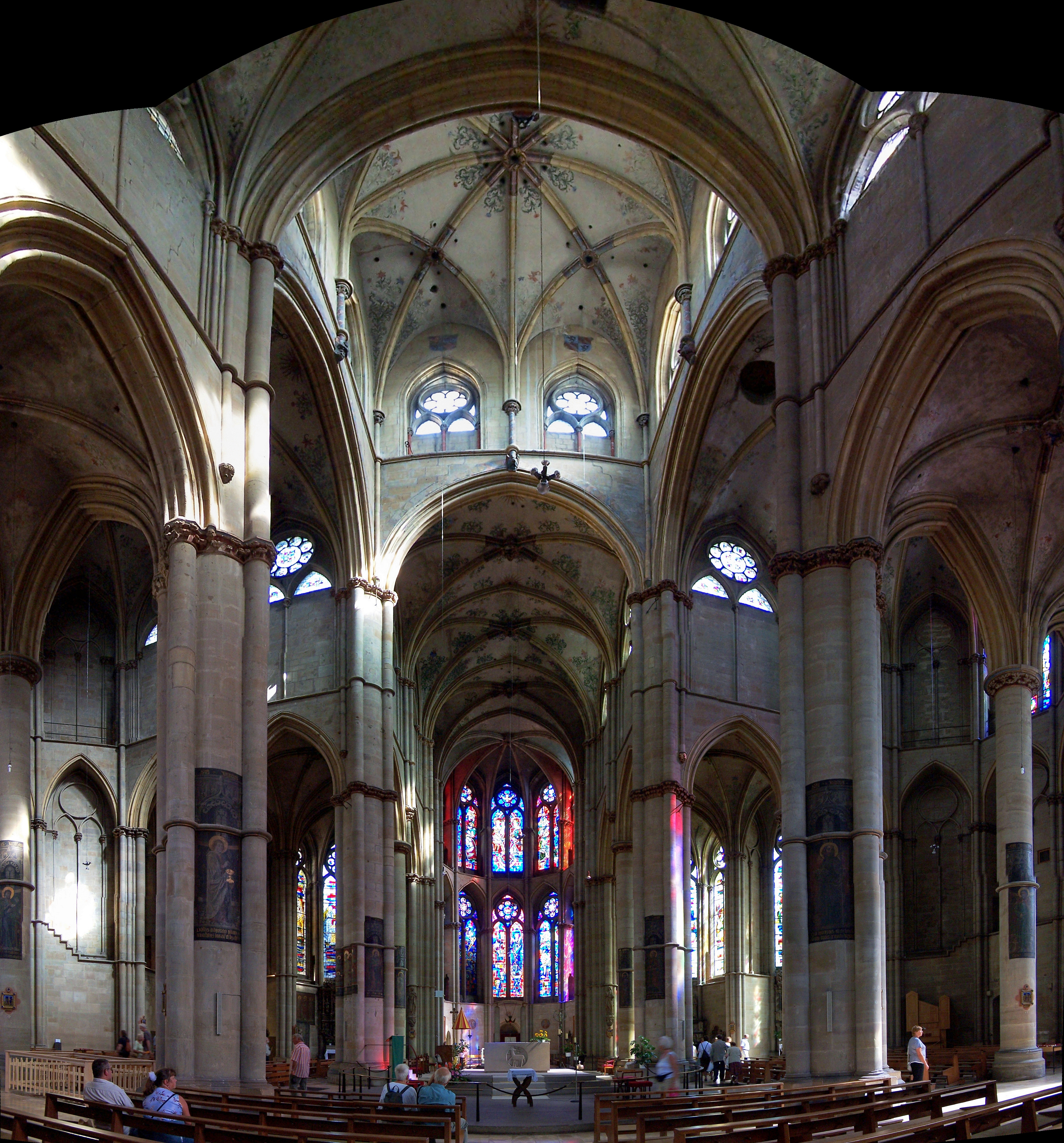
Liebfrauenkirche di Treviri

La Cattedrale di Treviri, sede metropolitana, era un edificio doppio, formato da due chiese, una dedicata a San Pietro e l'altra alla Vergine Maria.
La chiesa di San Pietro subì alcune parziali modifiche in epoca gotica, ma senza stravolgere l'impianto romanico, mentre la chiesa capitolare della Vergine Maria (Liebfrauenkirche) venne rinnovata a partire circa dal 1230, demolendo l'alzato precedente e ricostruendolo sulla planimetria dell'edificio precedente, con pianta quasi circolare e con rigorose corrispondenze geometriche, adattando il linguaggio gotico ad una pianta fino ad allora inconsueta per l'architettura gotica.

## Marburgo

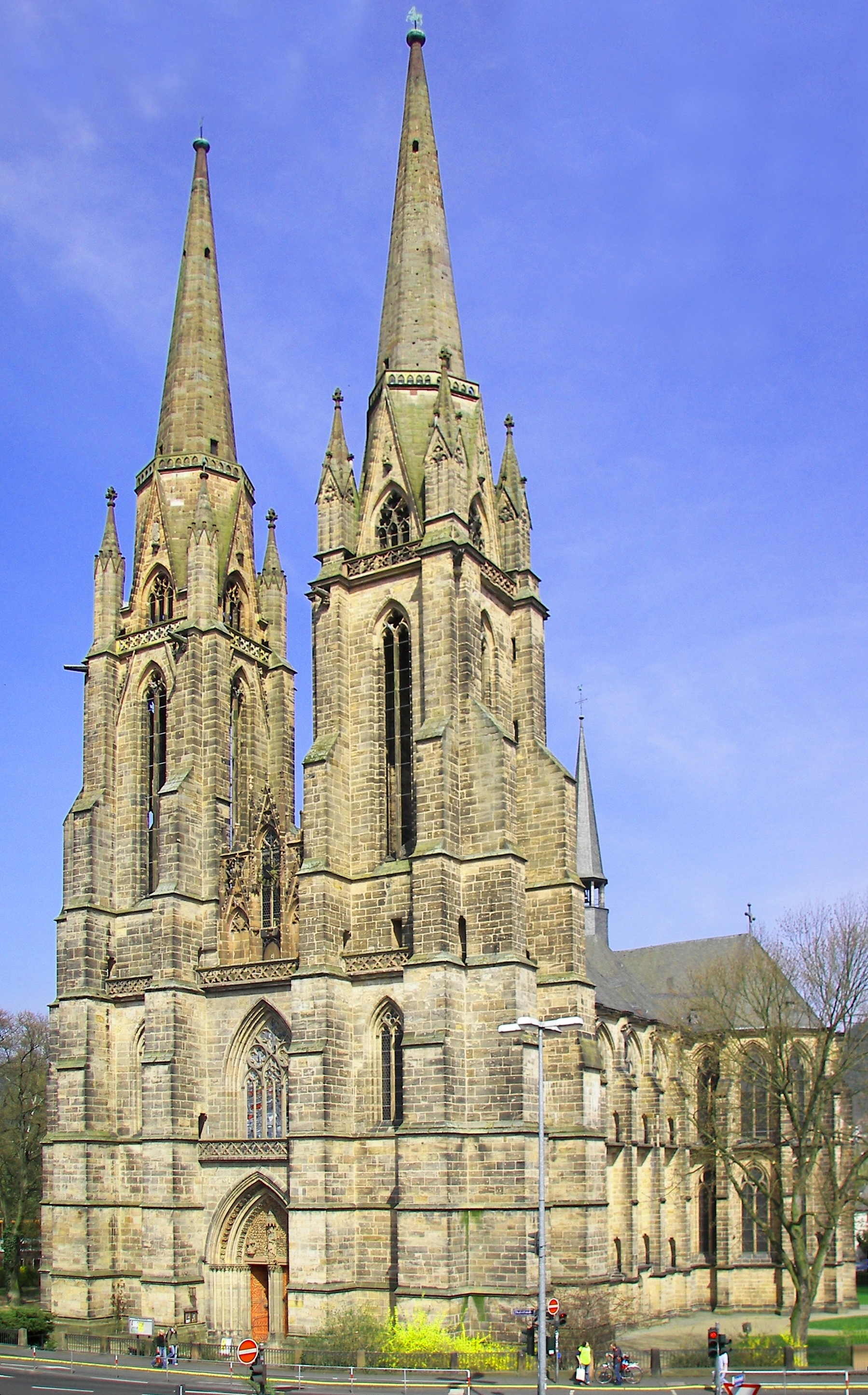
Elisabethkirche di Marburgo, chiesa a sala

Altro edificio importante per l'evoluzione del gotico in Germania è la Chiesa di Santa Elisabetta (Elisabethkirche) a Marburgo. È la prima chiesa gotica in Germania dall'inizio progettata come chiesa a sala. La chiesa era officiata dall'Ordine Teutonico ed era il sepolcro dei Langravi di Turingia, alla cui famiglia era appartenuta Santa Elisabetta di Turingia, morta nel 1231 dopo una vita dedicata alle opere di carità e alla povertà e canonizzata qualche anno dopo. La chiesa venne iniziata dopo poco.
Essa presenta una pianta longitudinale, con due alte torri in facciata. La parte orientale non ha deambulatorio ma una forma a trifoglio costituita dall'abside centrale e due absidi equivalenti nel transetto, costituendo un triplo coro che sostituisce le cappelle radiali del gotico francese e che ingloba in uno spazio unitario e concavo transetto e coro, anche in questo caso adattando il linguaggio formale francese ad una planimetria dalla spazialità geometricamente determinata, quasi a pianta centrale con navata longitudinale. Il linguaggio formale di questa architettura è vicino a Toul e Treviri, sebbene Marburgo da un punto di vista ecclesiastico appartenesse a Magonza. Ciò è dovuto ad una probabile rivalità fra il langravio di Turingia e l'arcivescovo di Magonza, al punto che il langravio cercò i propri modelli in una arcidiocesi diversa dalla sua.

## Strasburgo

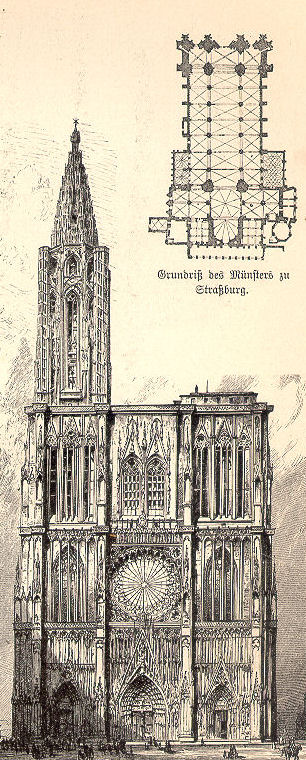
Alzato e pianta della Cattedrale di Strasburgo

La colossale Cattedrale di Strasburgo, allora appartenente all'Impero, venne ricostruita in forme gotiche a partire dal 1235, dopo che si era già messo mano al coro e al transetto secondo lo stile tardoromanico.
Il territorio di Strasburgo era rimasto fino ad allora piuttosto indifferente nei confronti del nuovo linguaggio, rimanendo fedele alla tradizione artistica imperiale e anche agli influssi lombardi. Per la difficoltà nel coprire a volta le ampie navate furono infine chiamati architetti francesi, che diedero un'impronta vicina alle cattedrali del nord della Francia: infatti la Cattedrale di Strasburgo rappresenta per la Germania un caso di importazione puntuale del linguaggio gotico, come fu l'Abbazia di Westminster a Londra.
La parte gotica è quindi soprattutto la navata, molto ampia e luminosa, con grandi finestre che sostituiscono le pareti di contenimento, in pieno stile "radiante" (sotto-stile della seconda metà del XIII secolo caratterizzato da una più radicale abolizione delle pareti ed un assottigliamento di tutte le strutture). Nella planimetria dovettero essere mantenute le fondamenta dell'antico duomo ottoniano, e ciò comportò uno sviluppo nel diametro dei pilastri, ma per il resto lo stile è totalmente francese, molto vicino alle soluzioni di Saint-Denis, con i pilastri a fascio che corrono liberi sino all'imposta della volta e la parete della navata centrale tripartita, con grandi finestre nel cleristorio e triforio illuminato da vetrate.
Particolarmente spettacolare è la facciata nella rossiccia pietra arenaria, iniziata nel 1277 e caratterizzata da due torri, di cui una incompiuta, e dai muri rivestiti da un fitto ed esile traforo in pietra che smaterializza e alleggerisce l'imponente massa muraria. Ci è pervenuto il nome dell'architetto della facciata ovest, Erwin von Steinbach, il cui progetto iniziale, che venne solo in parte completato, prevedeva due torri slanciate. L'architetto venne inoltre menzionato da Goethe nel saggio "Sull'architettura tedesca" del 1773.

## Colonia
Caso particolare è quello del Duomo di Colonia, che venne iniziato verso il 1248, quando il vescovo Corrado di Hochstaden diede l'impulso per il nuovo edificio religioso. Le proporzioni vennero impostate su dimensioni grandiose e si iniziò a costruire dal coro, che venne completato nel 1304, dove si raggiunse un'altezza di ben 46 metri. Nel coro venne realizzato un capolavoro del gotico "radiante", con un incomparabile slancio verticale e strutture di sostegno molto assottigliate, fino ai limiti della statica. Come nella Sainte-Chapelle di Parigi, si fece un ampio uso di vetrate istoriate e di statue nella decorazione.
Tuttavia i lavori subirono da allora una lunghissima interruzione e furono ripresi nel XIX secolo, quando, sulla scia del neogotico, furono costruite la navata e la facciata principale, con proporzioni ritenute da alcuni non proprio felici.
Si intuisce nel Duomo di Colonia il tentativo di supererare in dimensioni ed in altezza il modello della cattedrale di Beauvais, opera che chiude il filone del "Gotico classico" in Francia.

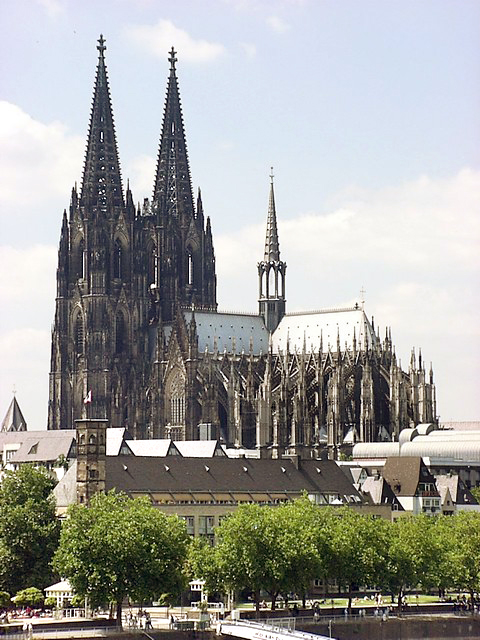
Veduta esterna
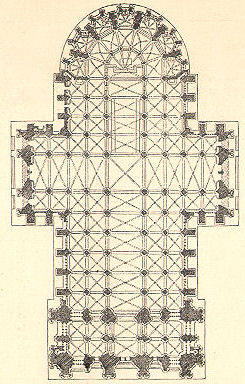
Pianta
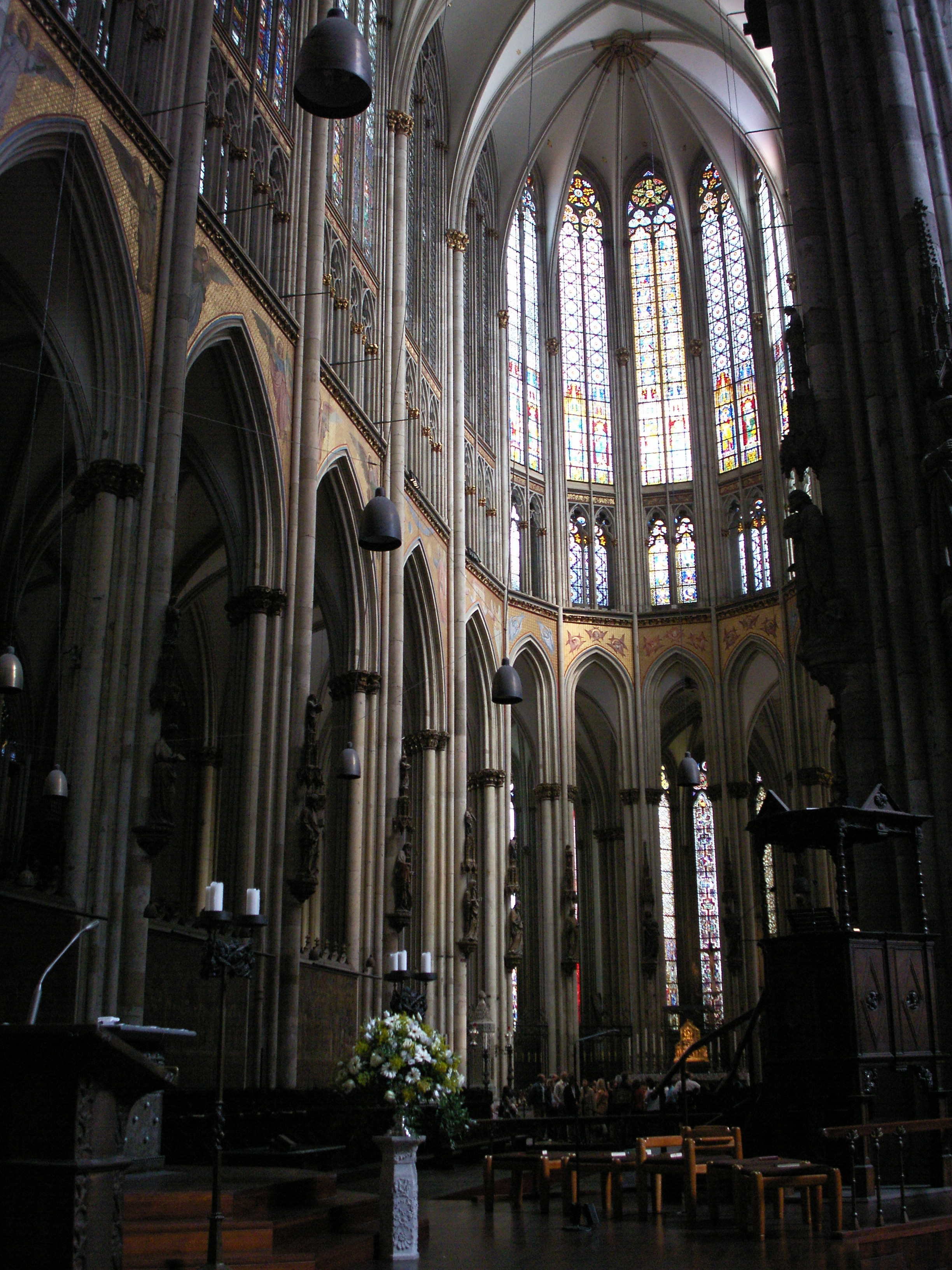
Coro
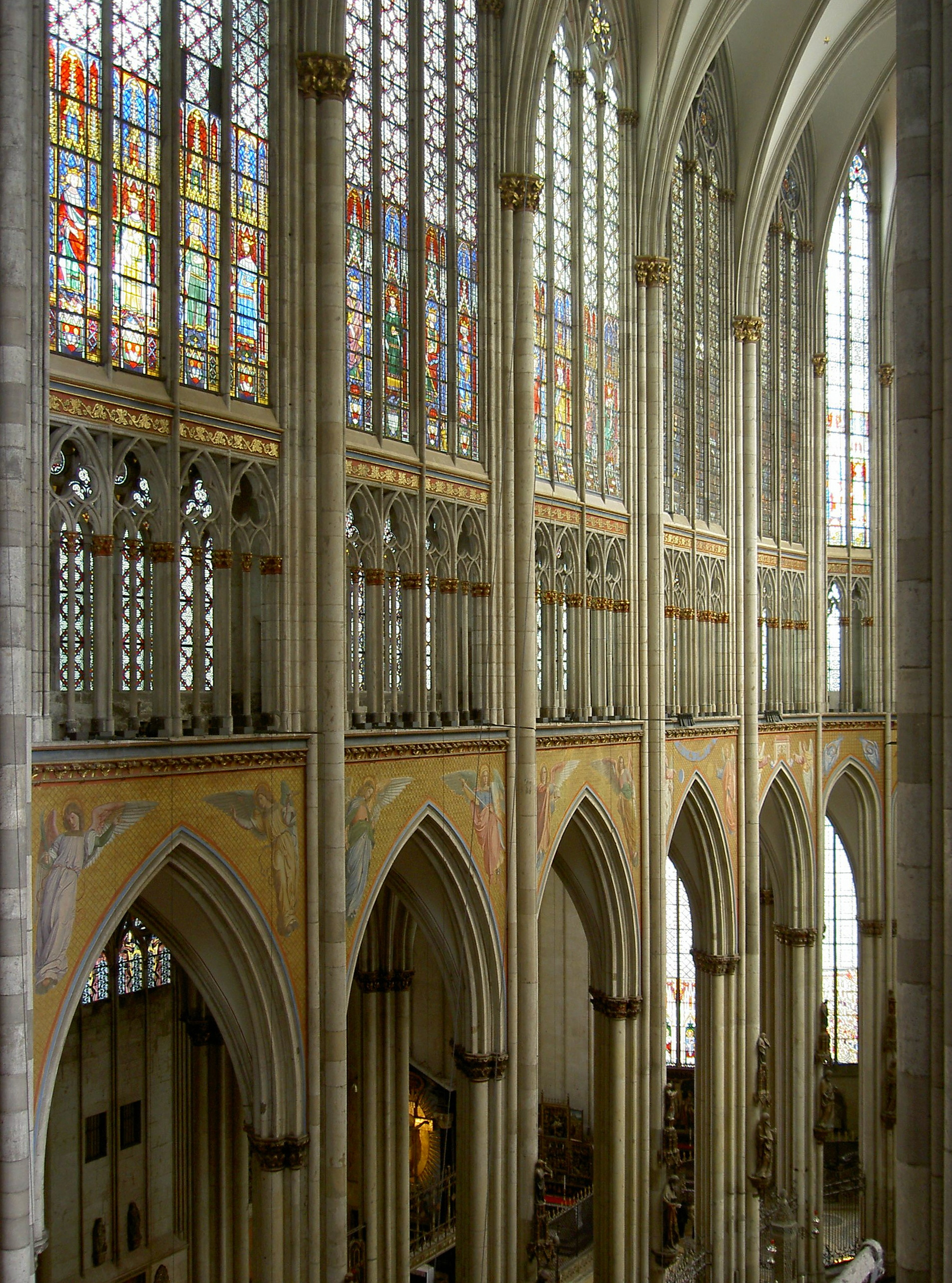
Parete del coro

## Vienna

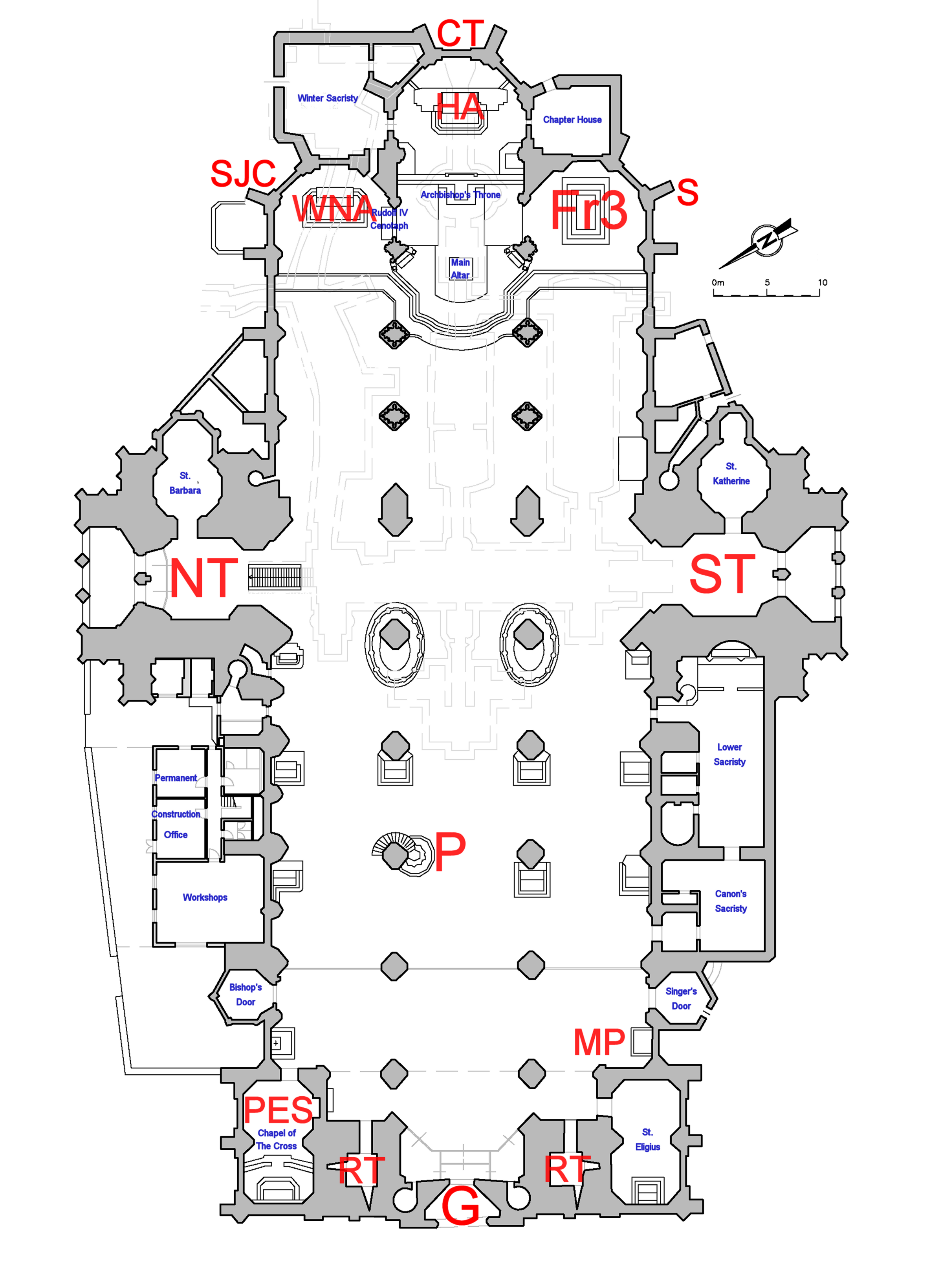
Planimetria della Cattedrale di Vienna

La cattedrale di Vienna è la più celebre costruzione gotica dell'Austria.
La chiesa presenta notevoli differenze con le fabbriche gotiche francesi, soprattutto nella configurazione del coro; a Vienna fu adottato infatti il cosiddetto coro a sala, privo di deambulatorio e cappelle radiali, gli elementi tipici delle cattedrali francesi.
Le navate della chiesa austriaca terminano invece con tre absidi, uno per navata, mentre in alzato, le navate laterali presentano quasi la stessa altezza di quella centrale.

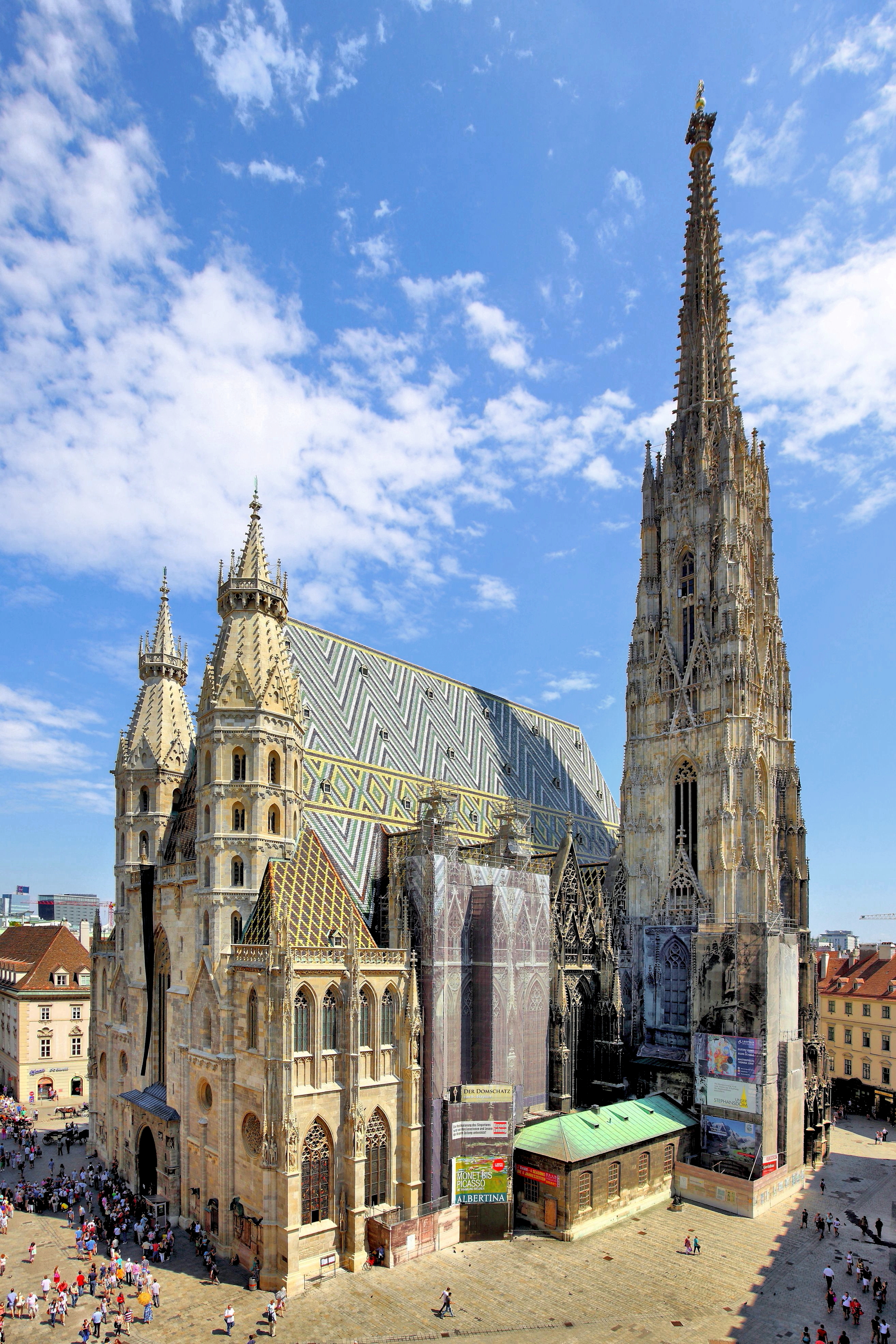
La cattedrale viennese
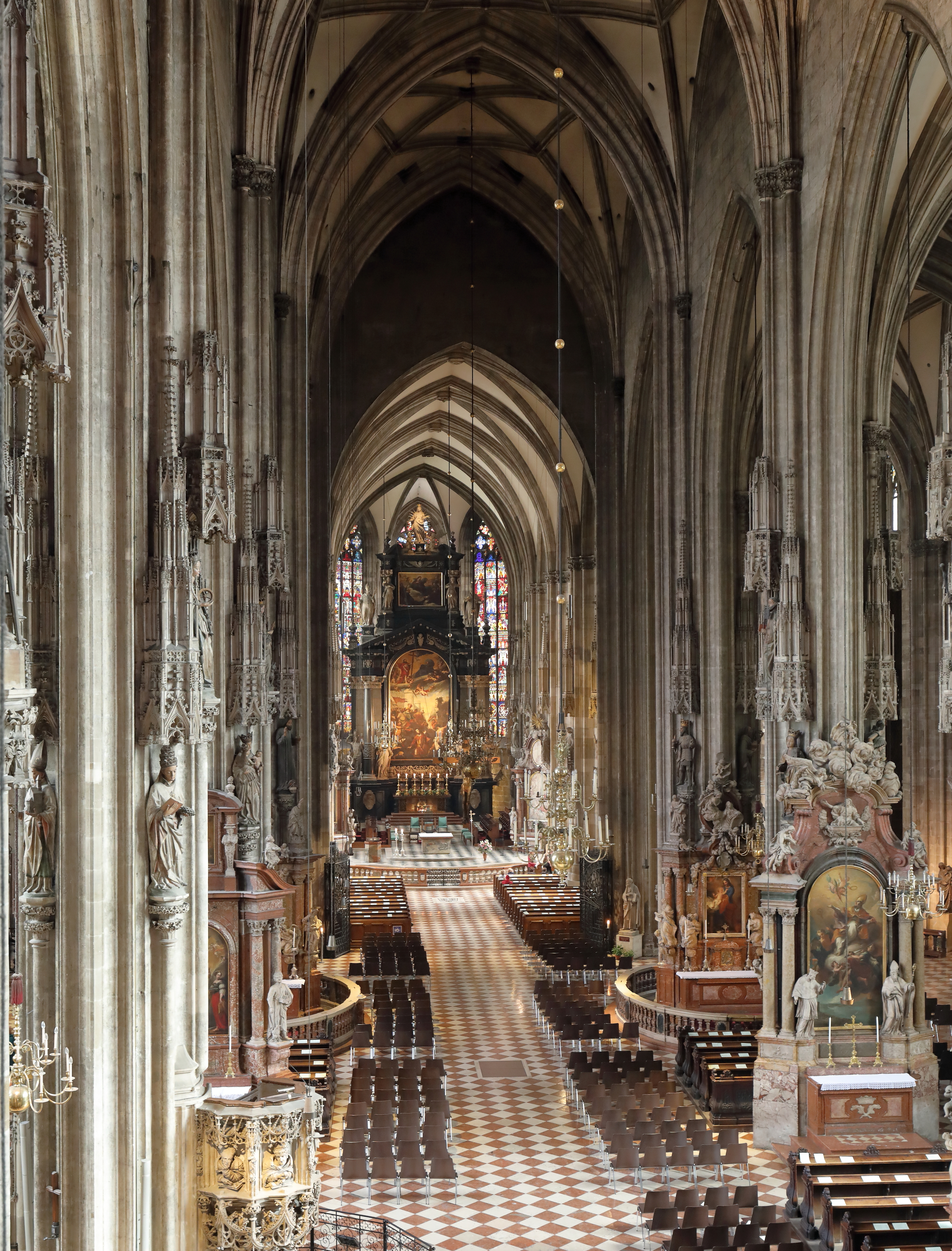
Interno della cattedrale di Vienna
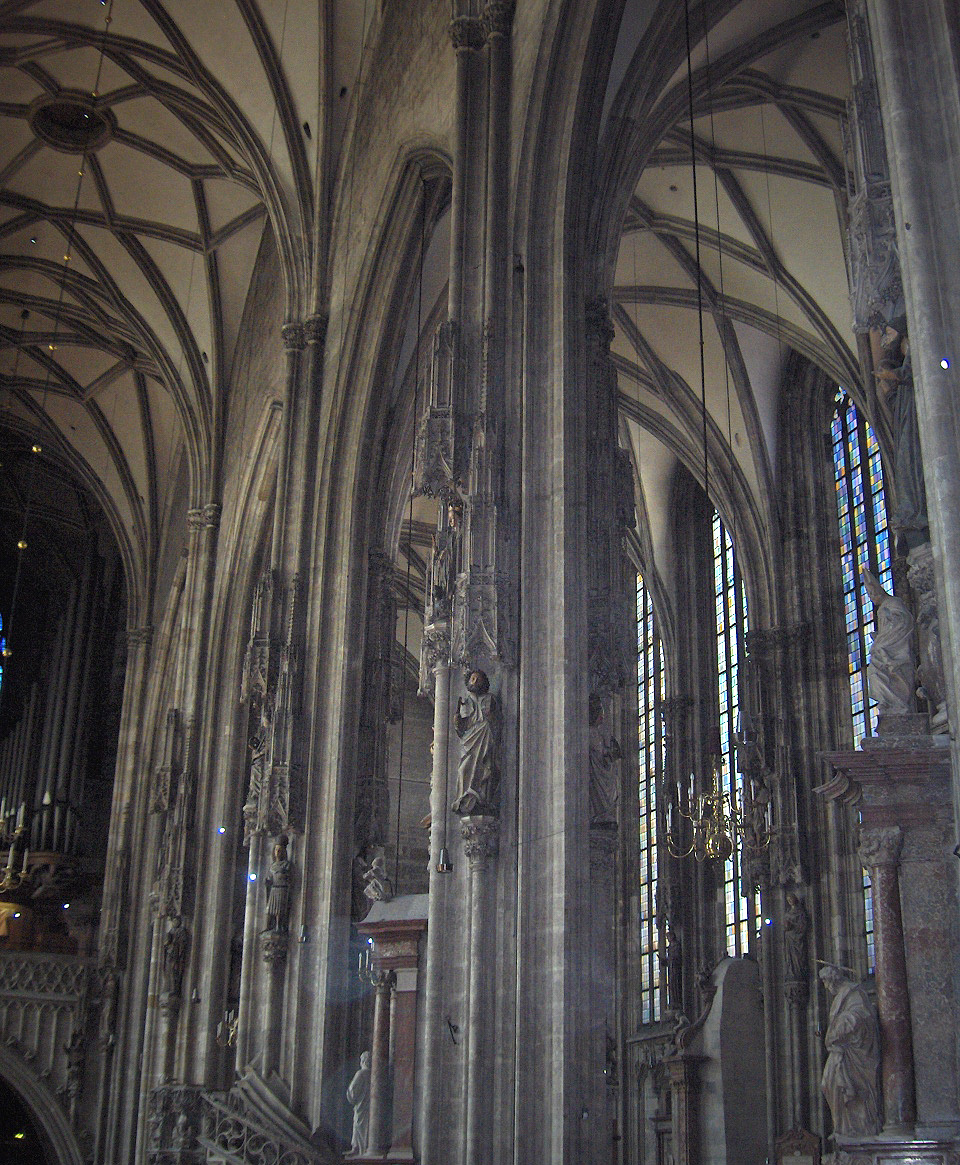
L'altezza delle navate nella cattedrale di Vienna

## Ulma

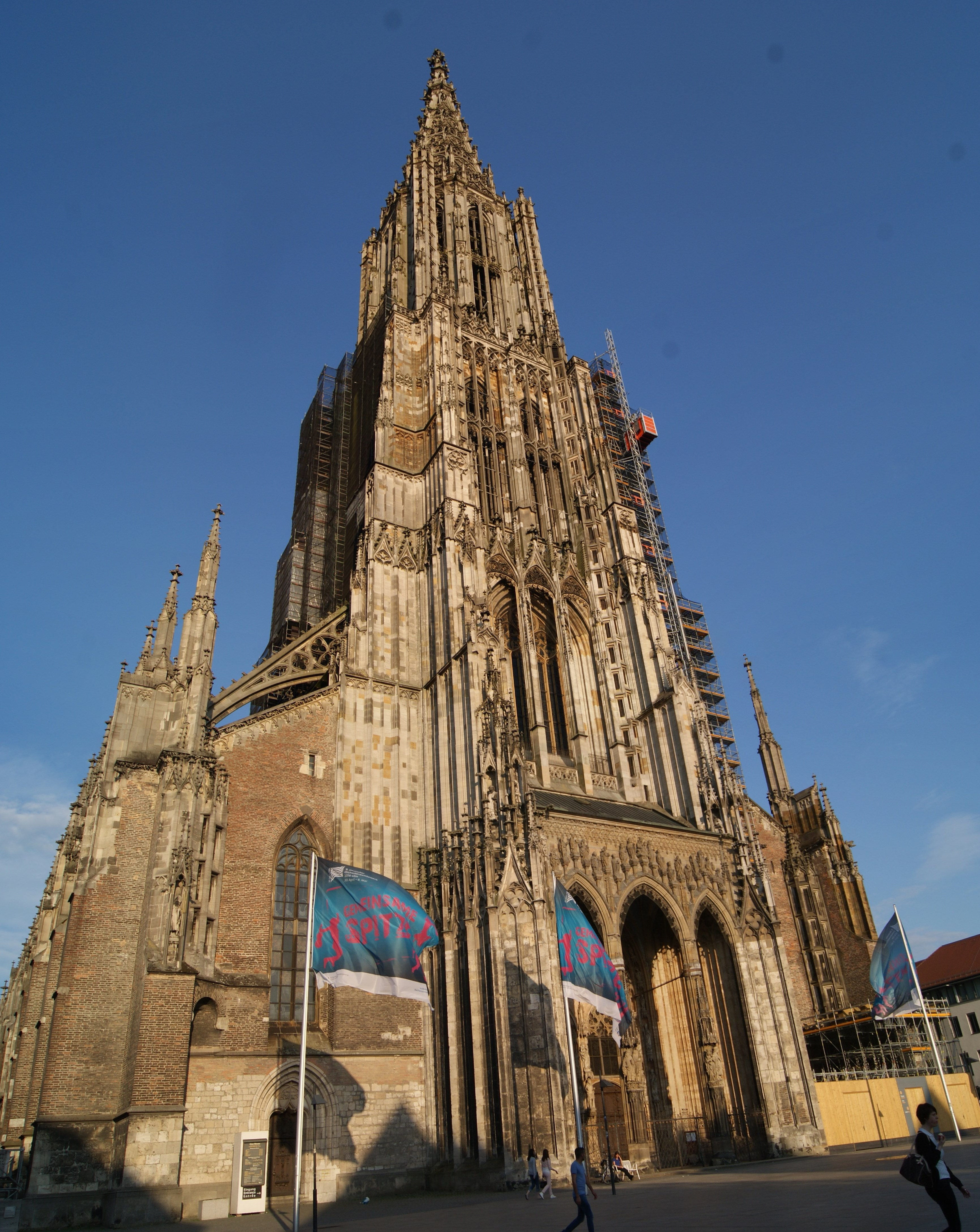
Duomo di Ulma
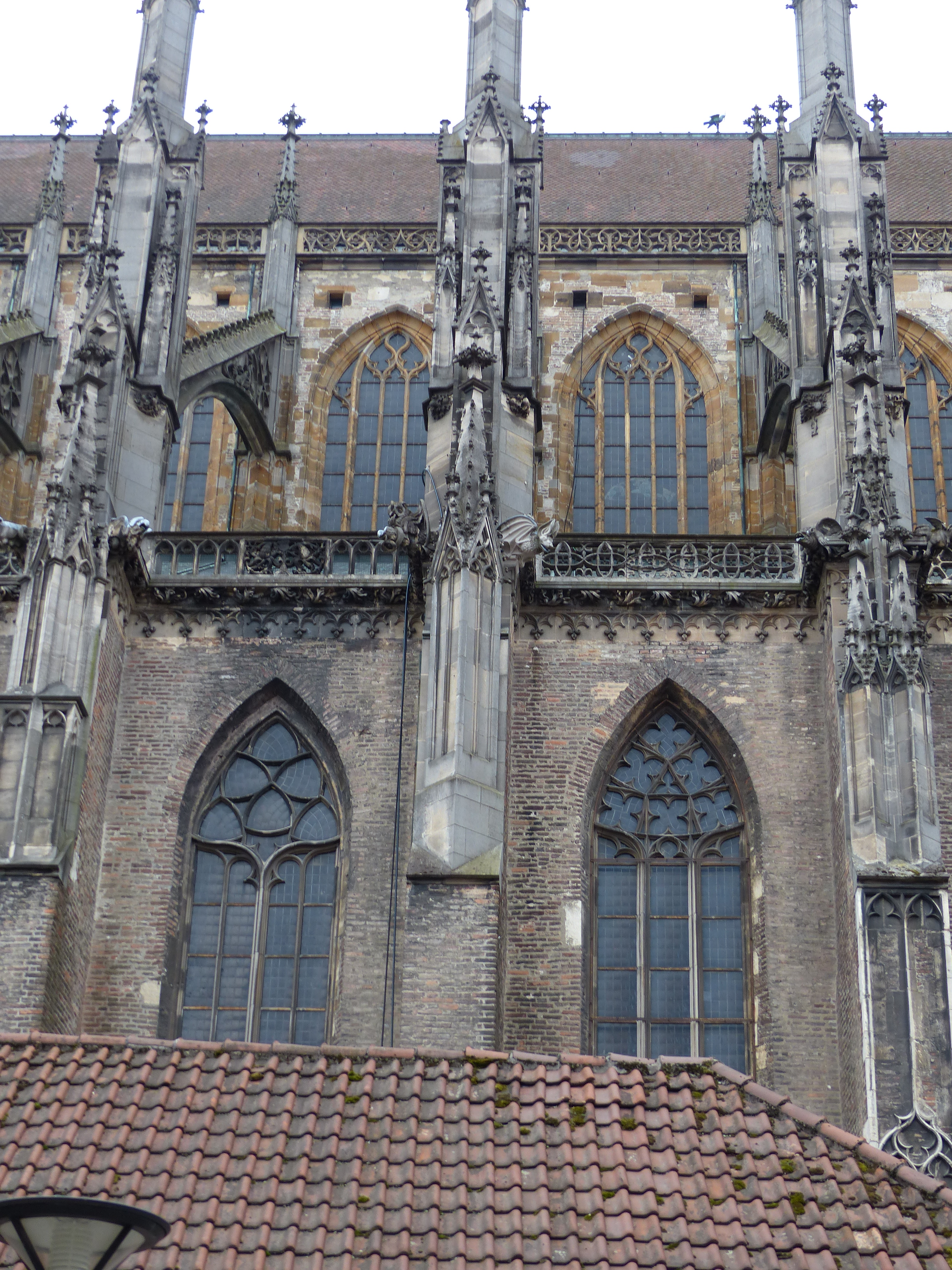
Duomo di Ulma – mattoni e pietra

Il Duomo di Ulma, costituisce uno dei migliori esempi dell'Architettura gotica secondo lo stile tardo-gotico tedesco, ma con differenze significanti verso molte altre chiese della Germania meridionale. Tutto traforo è di pietra, ma le murature per la maggior parte sono di mattoni. Allora stesso edificio in stilo del gotico di pietra è una delle tre più grandi chiese gotiche di laterizio transalpine (oltre alla Frauenkirche di Monaco di Baviera e la Basilica di Santa Maria di Danzica). Come la chiesa gotica di cotto grandissima, la Basilica di San Petronio di Bologna, fu l'espressione della potenza del comune e mai una cattedrale.
Venne eretta a partire dal 1377 dai celebri architetti Parler sulle prime sull'impronta delle Hallenkirche. Ma nel 1392 Ulrich Ensingen cambiò il progetto a una torre più alta e, per l'armonia ottica, una navata centrale altrettanto più alta. Stessa costruzione basilicale causò disequilibri statici pericolosi. Burkhard Engelberg di Augusta evitó un scollo per rimodellare le due navate laterali larghi in quattro navate gemelle strette (due in ogni lato).
Arrestato il cantiere nel 1543 in seguito alla Riforma protestante, venne riaperto nel 1844, quando secondo i disegni originali, venne portato a termine il campanile, la torre più alta d'Europa, con la sua guglia che arriva a 161,53 metri, raggiungibili da ben 768 gradini.

## Municipi

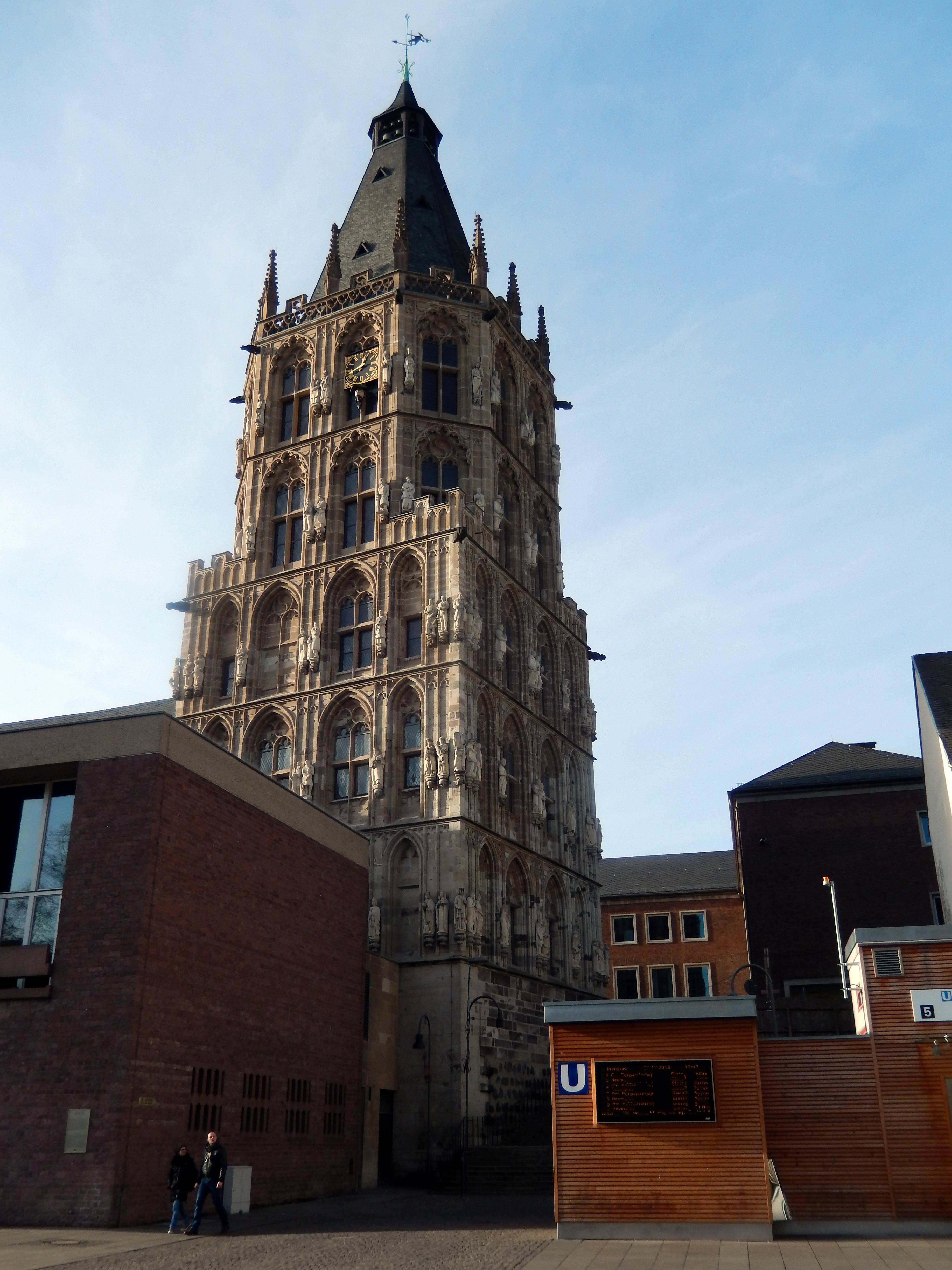
La torre del Municipio di Colonia
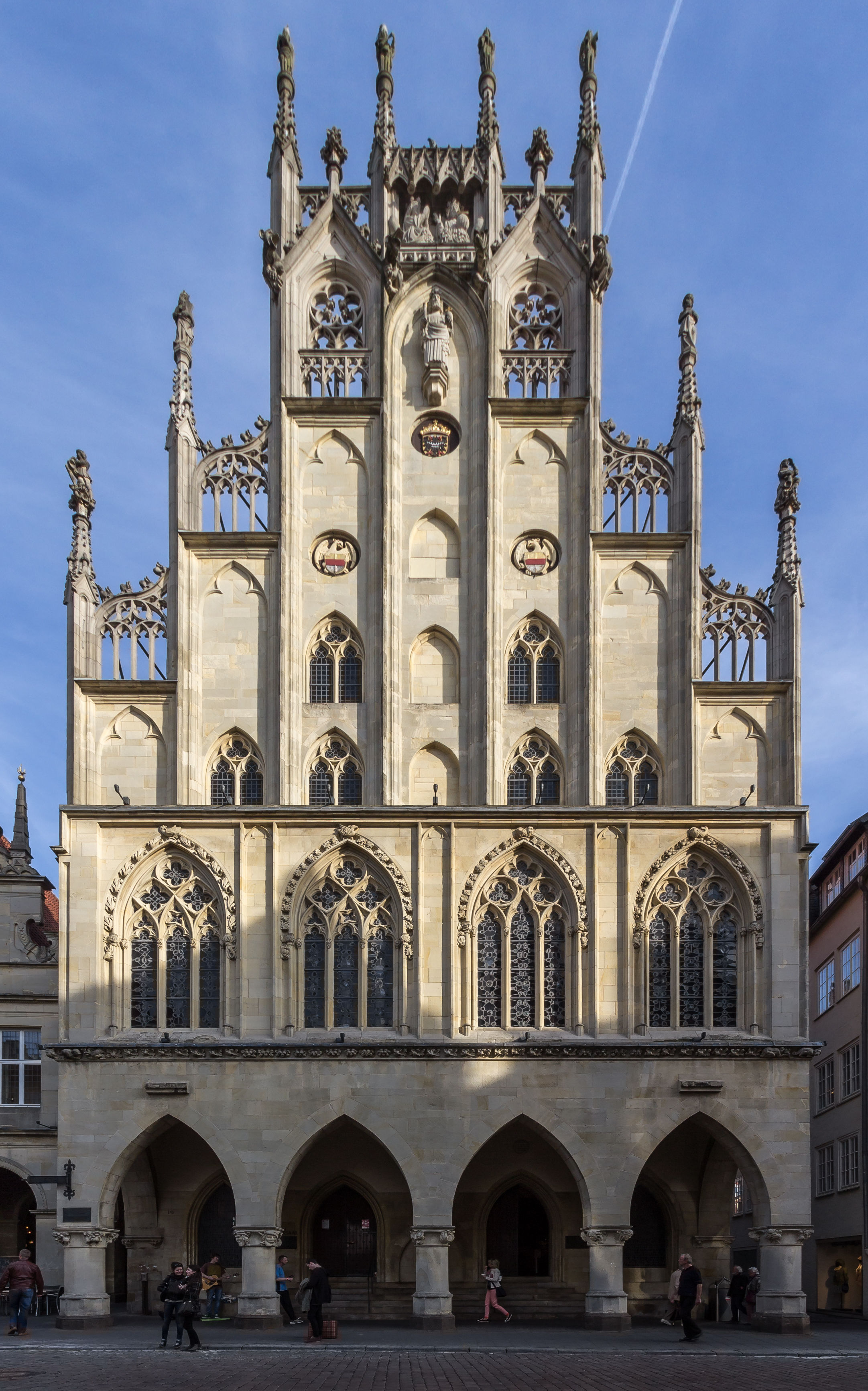
Municipio storico di Münster – traforo d'arenaria
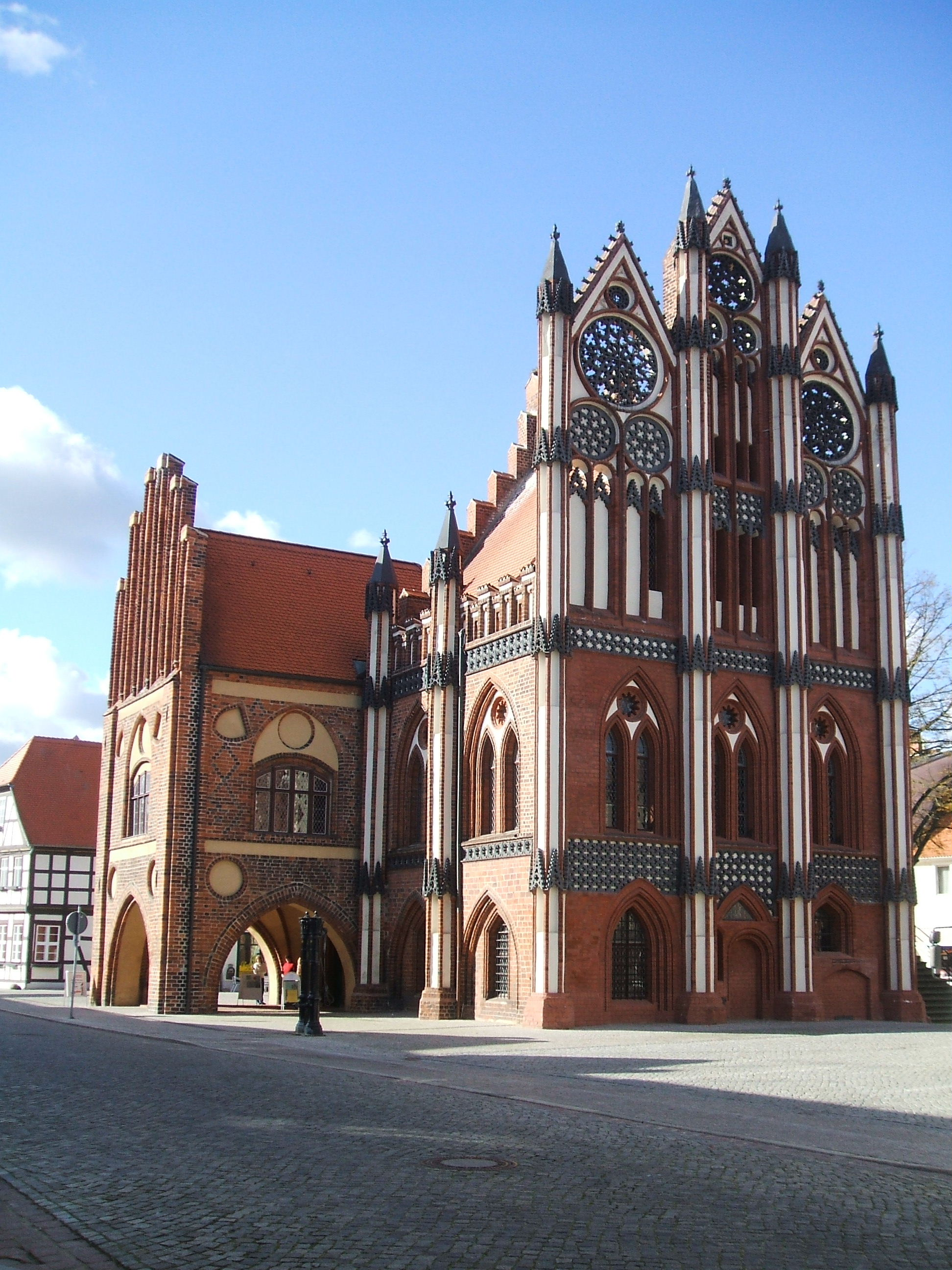
Municipio di Tangermünde, Sassonia-Anhalt – traforo di cotto
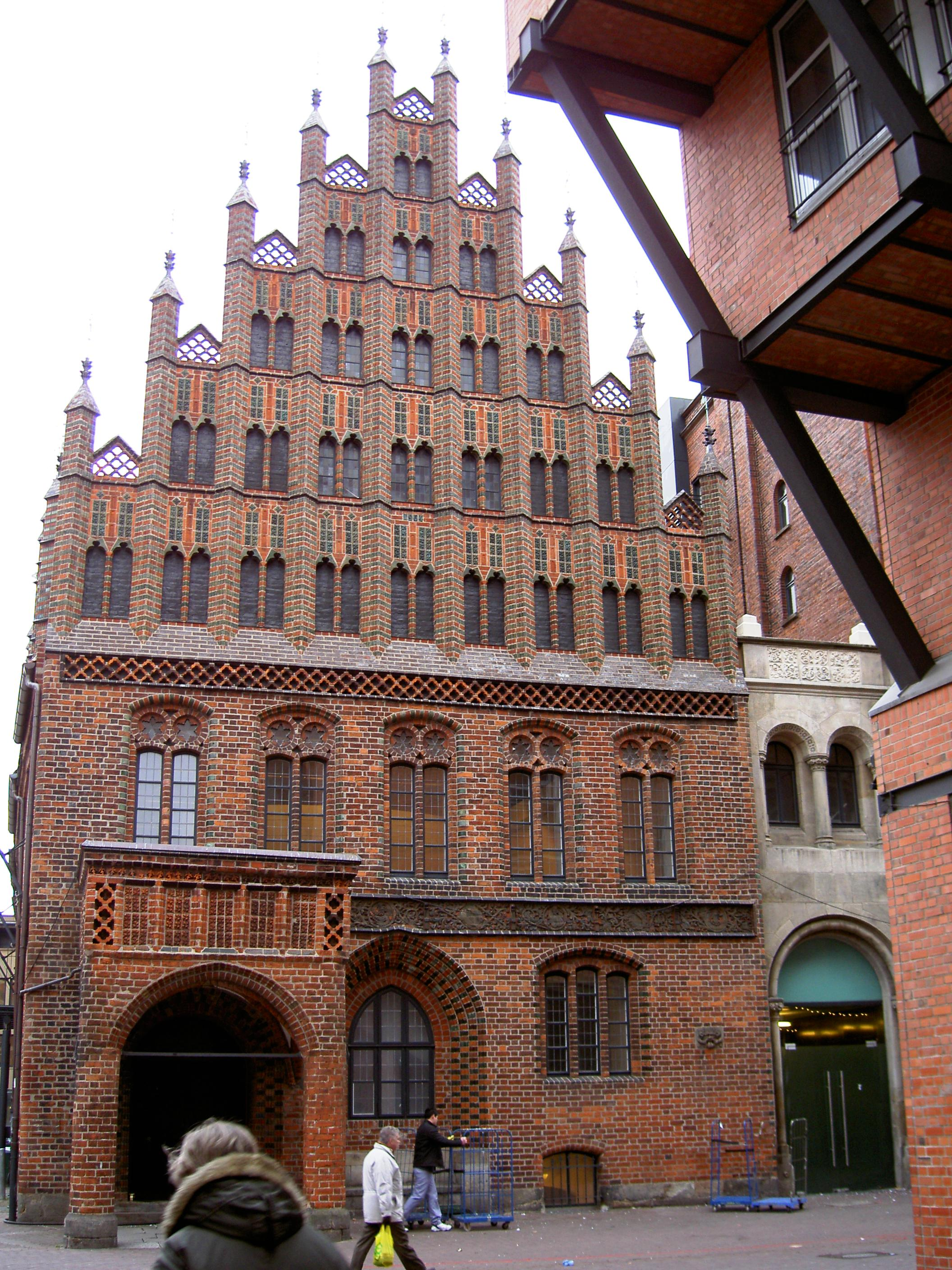
Municipio vecchio di Hannover, laterizio

Alcune città degli paesi di lingua tedesca hanno belli municipi gotici, non solo di cotto (vedi Gotico baltico), ma anche d'arenaria ed intonaco.

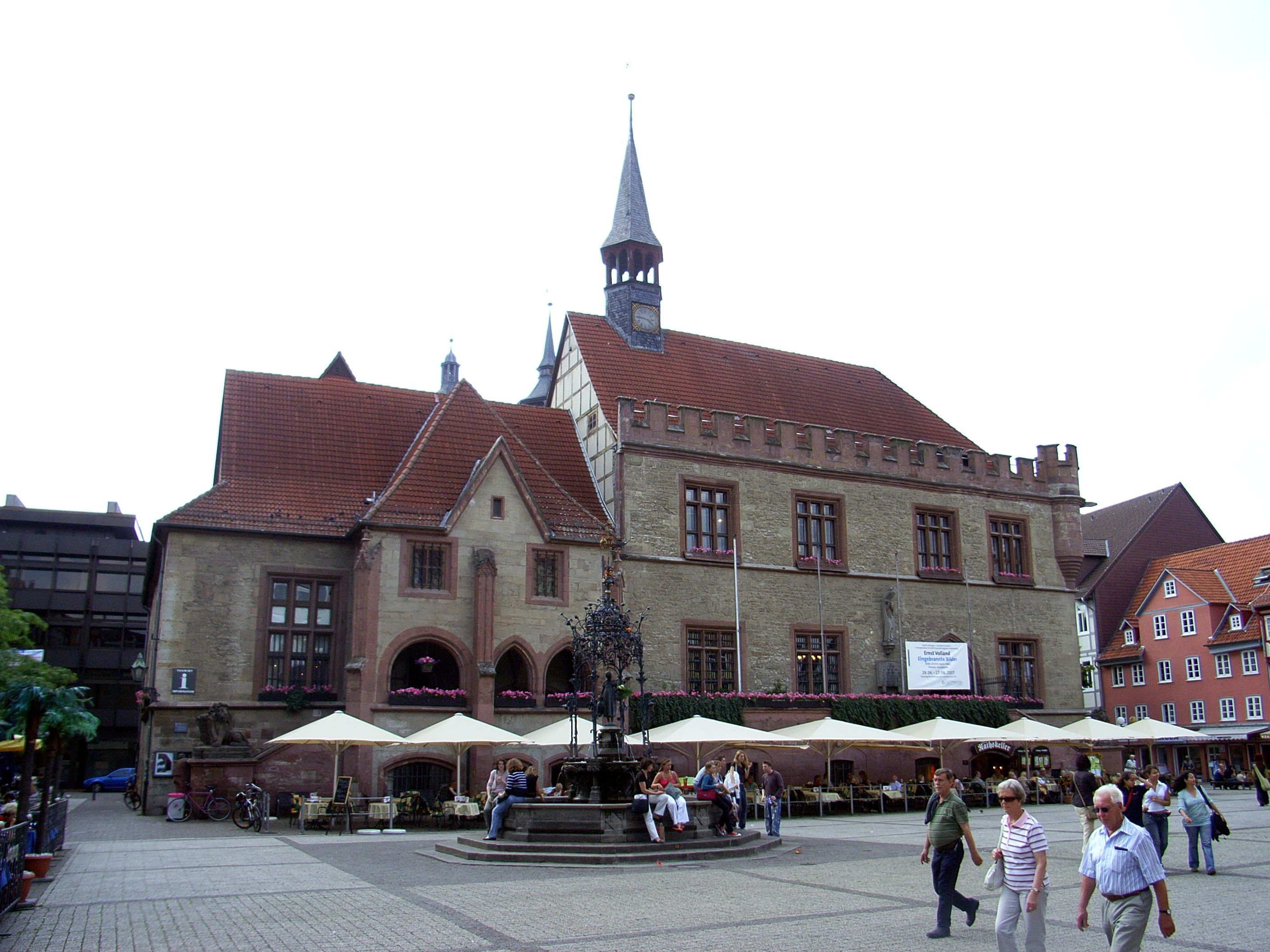
Municipio storico di Gottinga
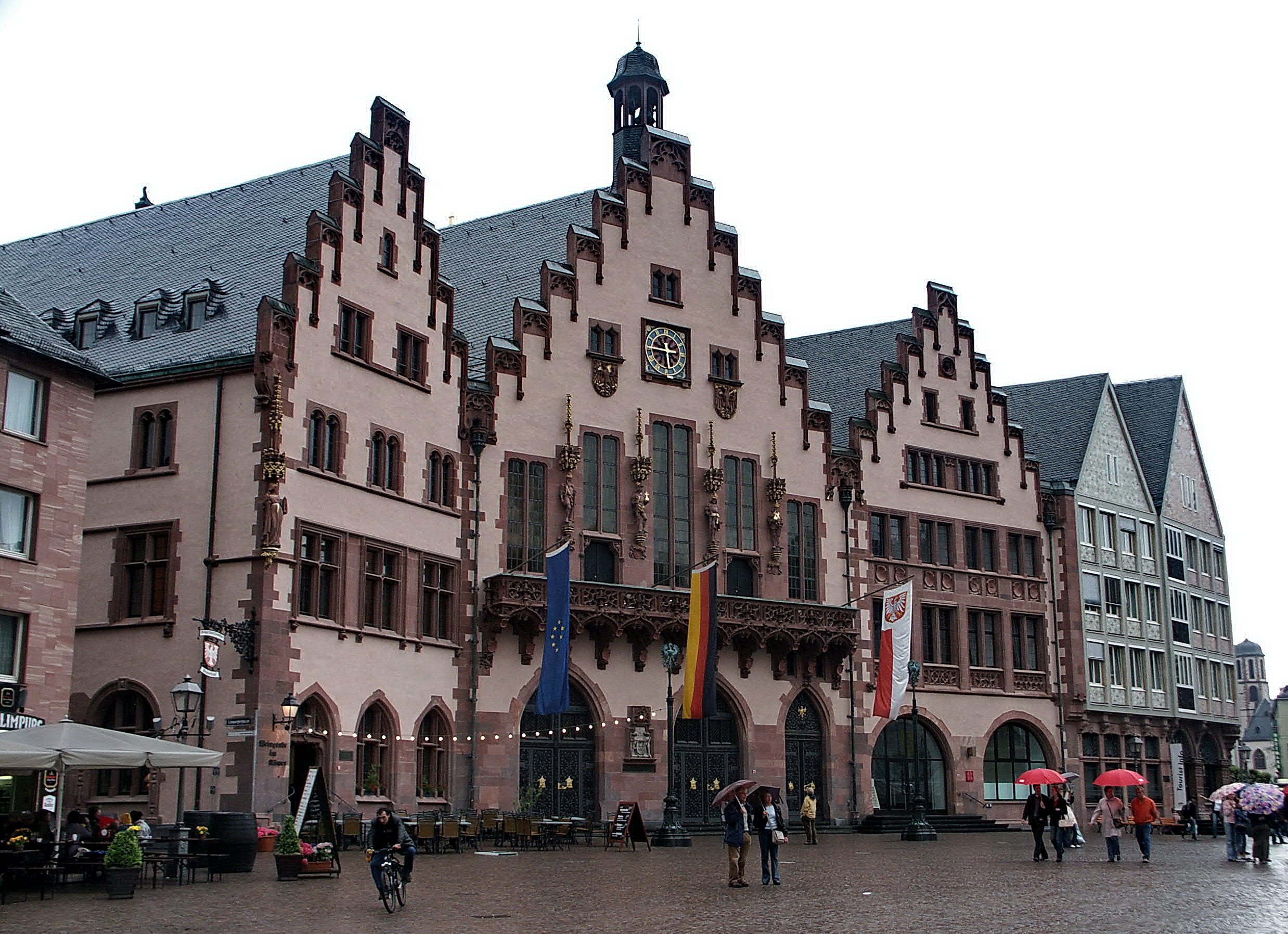
Il Römer, municipio di Francoforte sul Meno
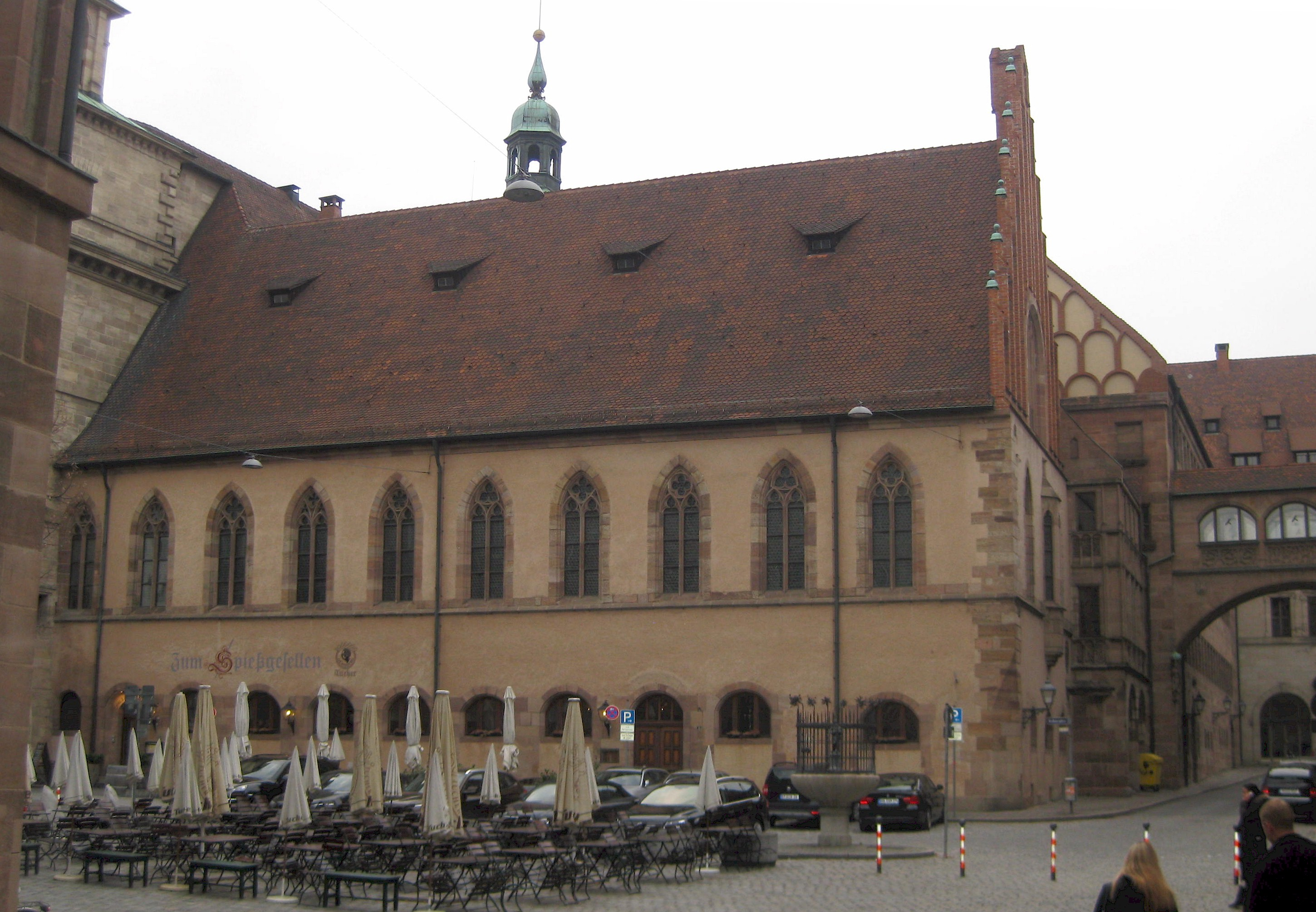
Ala gotica del municipio di Norimberga – arenaria, intonaco e un frontone di cotto.
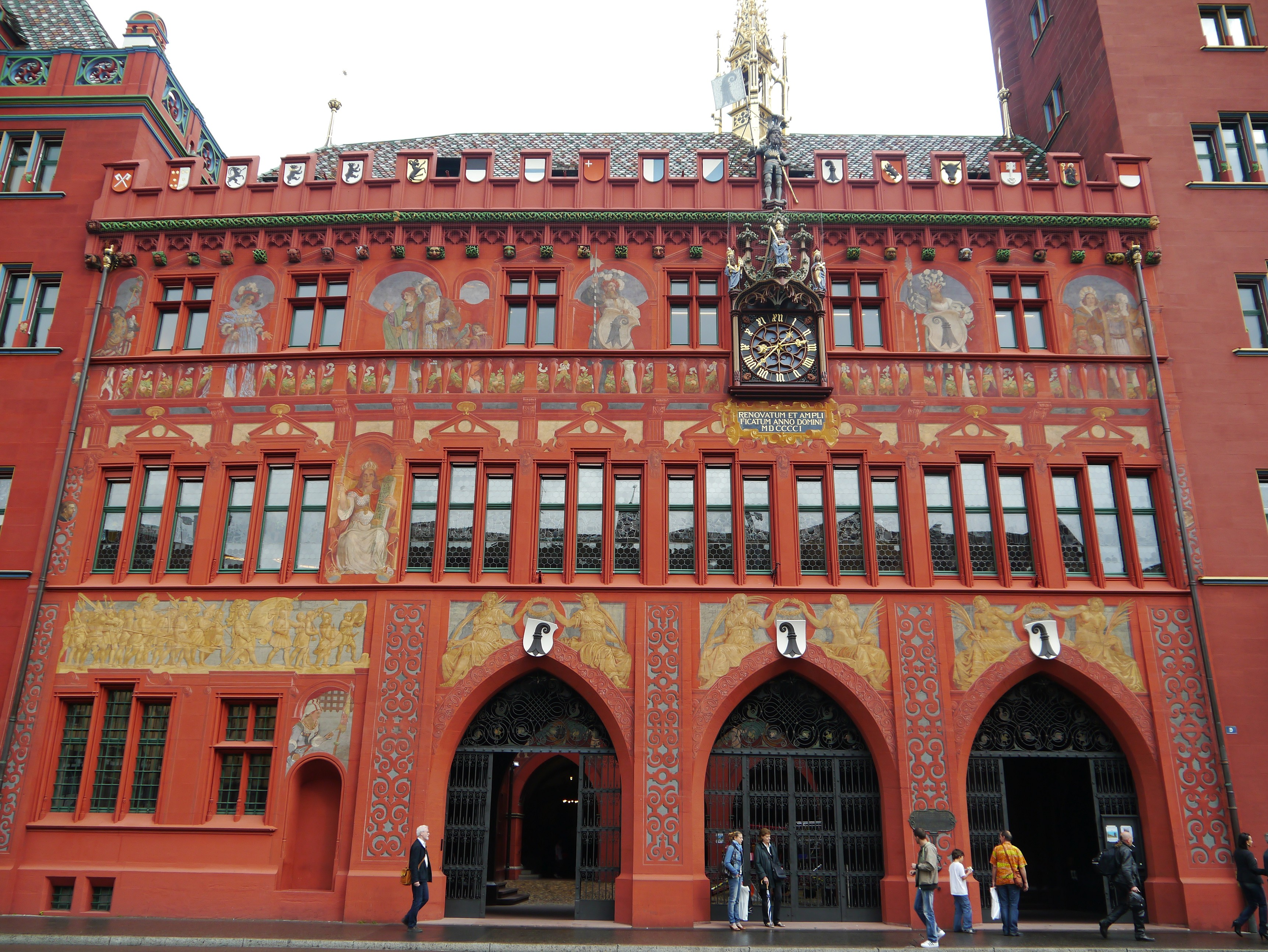
Parte medioevale del municipio di Basilea